# Coulaures
Coulaures est une commune française située dans le département de la Dordogne, en région Nouvelle-Aquitaine.

## Géographie

### Localisation
Située en Périgord central, dans le quart nord-est du département de la Dordogne, la commune de Coulaures est arrosée par l'Isle et la Loue qui y confluent, et bordée par le Ravillou.
Traversé par la route départementale (RD) 705 et établi sur les deux rives de la Loue, un peu en amont de sa confluence avec l'Isle, le bourg de Coulaures se situe, en distances orthodromiques, 5,0 km au sud-ouest d'Excideuil, 13,0 km au sud-sud-est de Thiviers, 22,2 km de l’aéroport Périgueux-Bassillac et 33,3 km du Centre administratif du parc naturel régional Périgord-Limousin.

### Communes limitrophes
Coulaures est limitrophe de huit autres communes dont Sainte-Eulalie-d'Ans au sud sur 800 mètres. À l'est, le territoire de Saint-Martial-d'Albarède est distant de 700 mètres.
| Saint-Jory-las-Bloux | Saint-Germain-des-Prés    |                                  |
| Savignac-les-Églises | Coulaures                 | Saint-Pantaly-d'Excideuil        |
| Mayac                | Cubjac-Auvézère-Val d'Ans | Tourtoirac, Sainte-Eulalie-d'Ans |

### Géologie et relief

#### Géologie
Situé sur la plaque nord du Bassin aquitain et bordé à son extrémité nord-est par une frange du Massif central, le département de la Dordogne présente une grande diversité géologique. Les terrains sont disposés en profondeur en strates régulières, témoins d'une sédimentation sur cette ancienne plate-forme marine. Le département peut ainsi être découpé sur le plan géologique en quatre gradins différenciés selon leur âge géologique. Coulaures est située dans le deuxième gradin à partir du nord-est, un plateau formé de roches calcaires très dures du Jurassique que la mer a déposées par sédimentation chimique carbonatée, en bancs épais et massifs.
Elle est à la fois dans le causse de Cubjac et le causse de Savignac, qui, avec le causse de Thenon, forment un ensemble de collines karstifiées dans les calcaires liasiques et jurassiques à l'est de Périgueux jusqu'à Excideuil et Thenon, d'environ 30 km N-S et 15 km O-E, coupé par les vallées de l'Isle, de l'Auvézère et de la Loue.
Les couches affleurantes sur le territoire communal sont constituées de formations superficielles du Quaternaire et de roches sédimentaires datant pour certaines du Cénozoïque, et pour d'autres du Mésozoïque. La formation la plus ancienne, notée j3a-b, date du Bathonien inférieur à moyen, une alternance de calcaires micritiques gris cryptocristallins avec des argiles parfois ligniteuses ou des marnes noires (formation d'Ajat). La formation la plus récente, notée CFp, fait partie des formations superficielles de type colluvions indifférenciées de versant, de vallon et plateaux issues d'alluvions, molasses, altérites. Le descriptif de ces couches est détaillé dans  la feuille « no 759 - Périgueux (est) » de la carte géologique au 1/50 000 de la France métropolitaine, et sa notice associée.

Carte géologique de Coulaures.

#### Relief et paysages
Le département de la Dordogne se présente comme un vaste plateau incliné du nord-est (491 m, à la forêt de Vieillecour dans le Nontronnais, à Saint-Pierre-de-Frugie) au sud-ouest (2 m à Lamothe-Montravel). L'altitude du territoire communal varie quant à elle entre 117 m dans le sud-ouest, là ou l'Isle quitte le territoire communal et continue sur celui de Mayac, et 275 m,, dans le sud-est, au nord du lieu-dit le Meynichou, en limite de Saint-Pantaly-d'Excideuil.
Dans le cadre de la Convention européenne du paysage entrée en vigueur en France le 1er juillet 2006, renforcée par la loi du 8 août 2016 pour la reconquête de la biodiversité, de la nature et des paysages, un atlas des paysages de la Dordogne a été élaboré sous maîtrise d’ouvrage de l’État et publié en octobre 2020. Les paysages du département s'organisent en huit unités paysagères et 14 sous-unités. La commune fait partie du Périgord central, un paysage vallonné, aux horizons limités par de nombreux bois, plus ou moins denses, parsemés de prairies et de petits champs.
La superficie cadastrale de la commune publiée par l'Insee, qui sert de référence dans toutes les statistiques, est de 28,87 km2,,. La superficie géographique, issue de la BD Topo, composante du Référentiel à grande échelle produit par l'IGN, est quant à elle de 30,12 km2.

### Hydrographie et les eaux souterraines

#### Réseau hydrographique
La commune est située dans le bassin de la Dordogne au sein du Bassin Adour-Garonne. Elle est drainée par l'Isle, la Loue et le Ravillou, qui constituent un réseau hydrographique de 12 km de longueur totale,.
L'Isle, d'une longueur totale de 255,29 km, prend sa source dans la Haute-Vienne dans la commune de Janailhac et se jette dans la Dordogne — dont elle est le principal affluent — en rive droite face à Arveyres, en limite de Fronsac et de Libourne,. Elle traverse la commune du nord au sud sur près de six kilomètres et demi, servant de limite naturelle sur un kilomètre face à Mayac.
La Loue, d'une longueur totale de 50,87 km, prend sa source dans la Haute-Vienne dans la commune de Saint-Yrieix-la-Perche et se jette dans l'Isle en rive gauche à Coulaures,. Elle traverse la commune de l'est au centre sur trois kilomètres, en passant par le bourg.
Le Ravillou, d'une longueur totale de 13,13 km, prend sa source dans la commune de Dussac et se jette dans la Loue en rive droite, en limite de Coulaures et Saint-Pantaly-d'Excideuil. Il sert de limite à l'est sur 700 mètres avec la commune de Saint-Pantaly-d'Excideuil.
Des mesures de restriction des usages des eaux superficielles ont été mises en œuvre en juin 2023 par les services de la Préfecture de la Dordogne ainsi  qu’au niveau national pour la surveillance des proliférations des bactéries,.

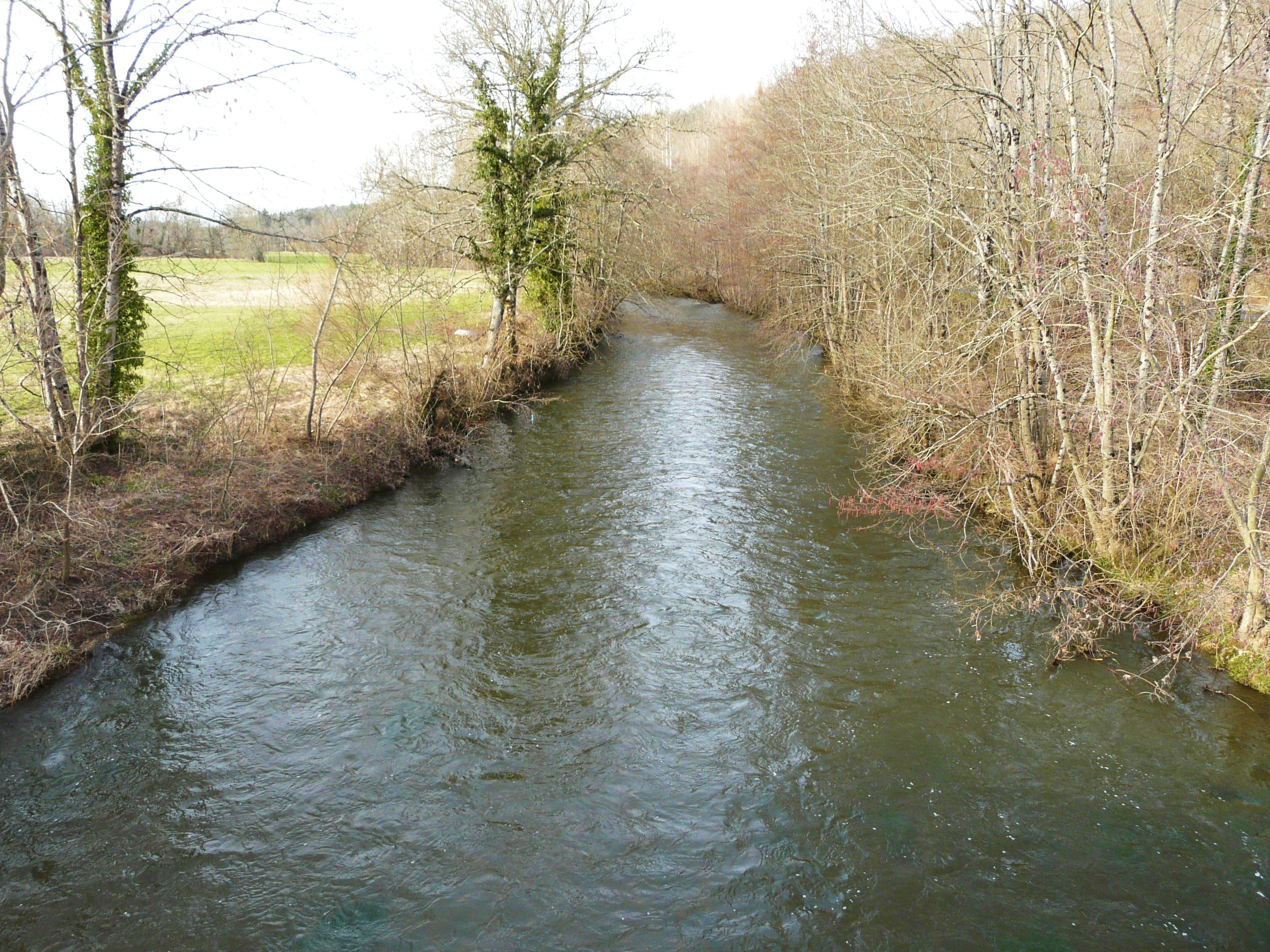
L'Isle au pont de la RD 705.
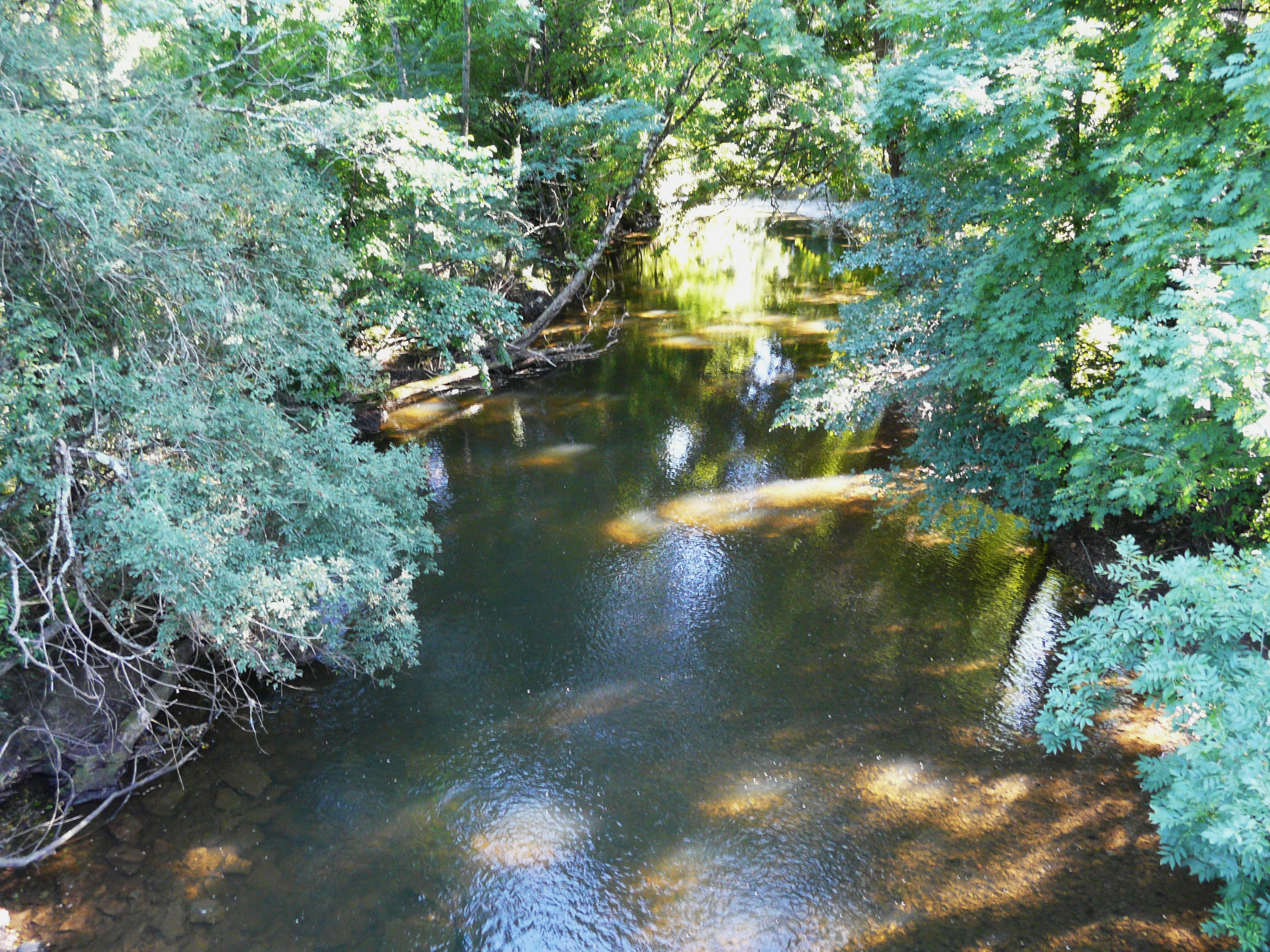
L'Isle (vue vers l'aval) au pont de Glane.
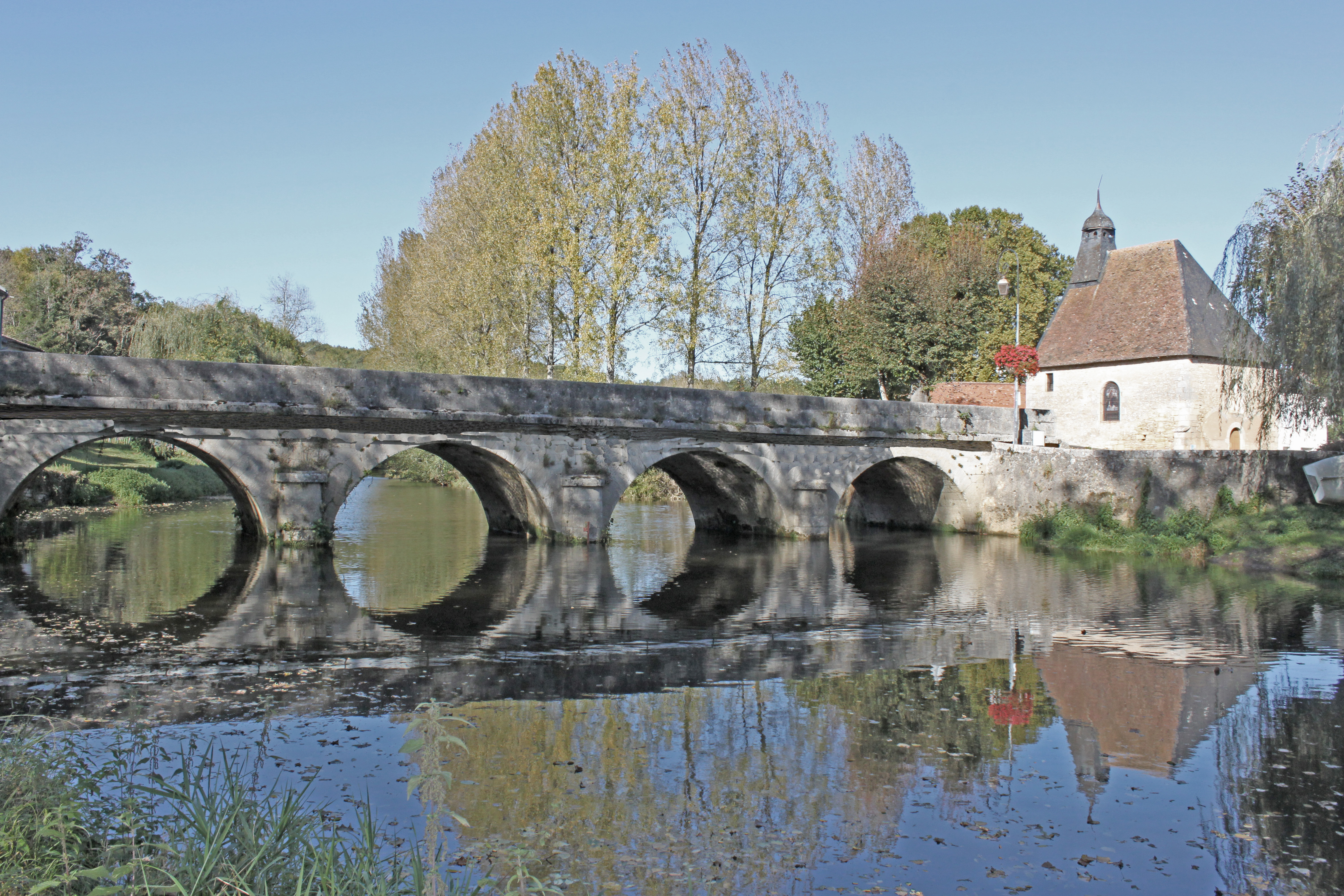
Pont sur la Loue au bourg de Coulaures.
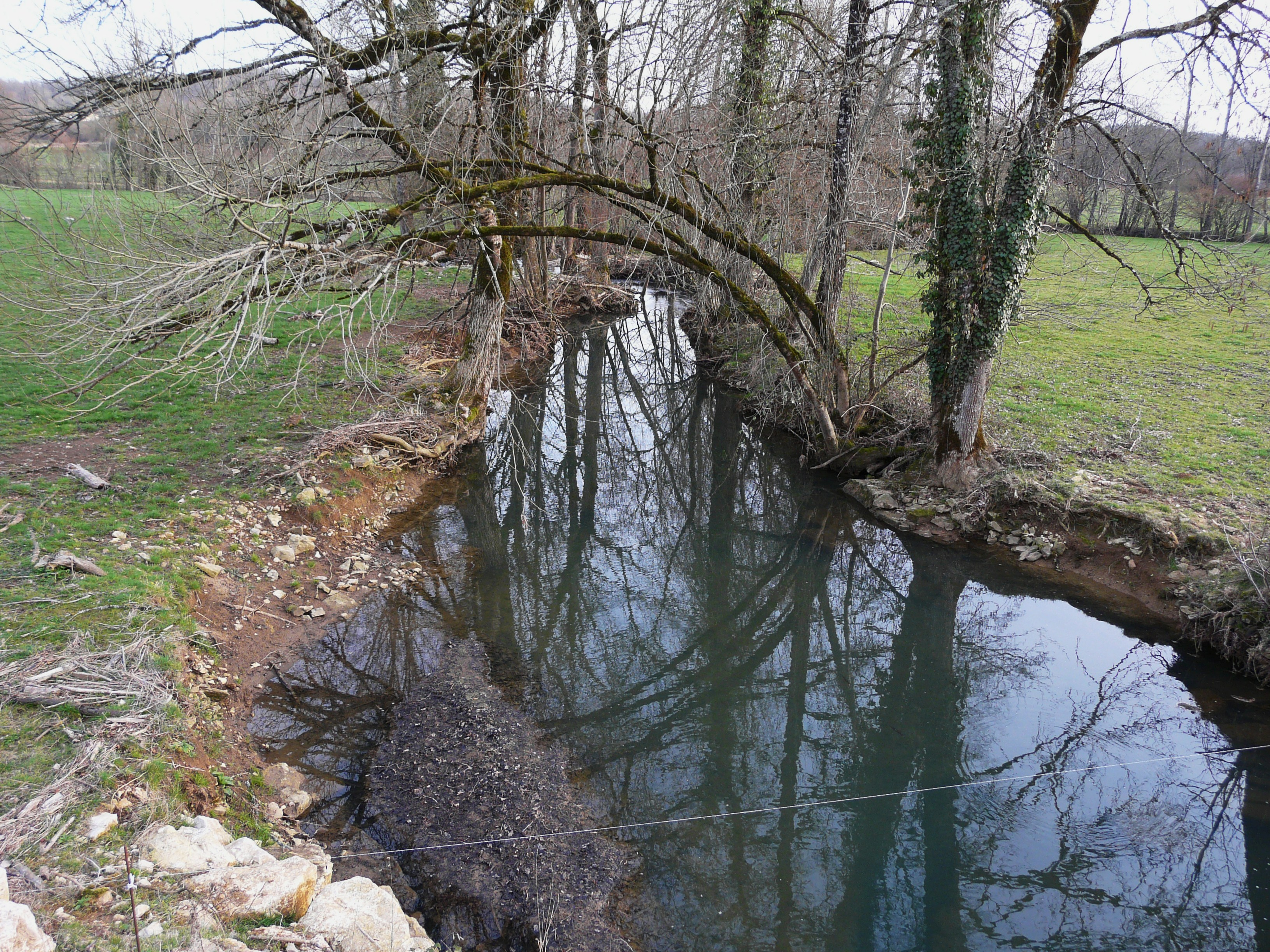
Le Ravillou en limite de Coulaures (à droite) et Saint-Pantaly-d'Excideuil.

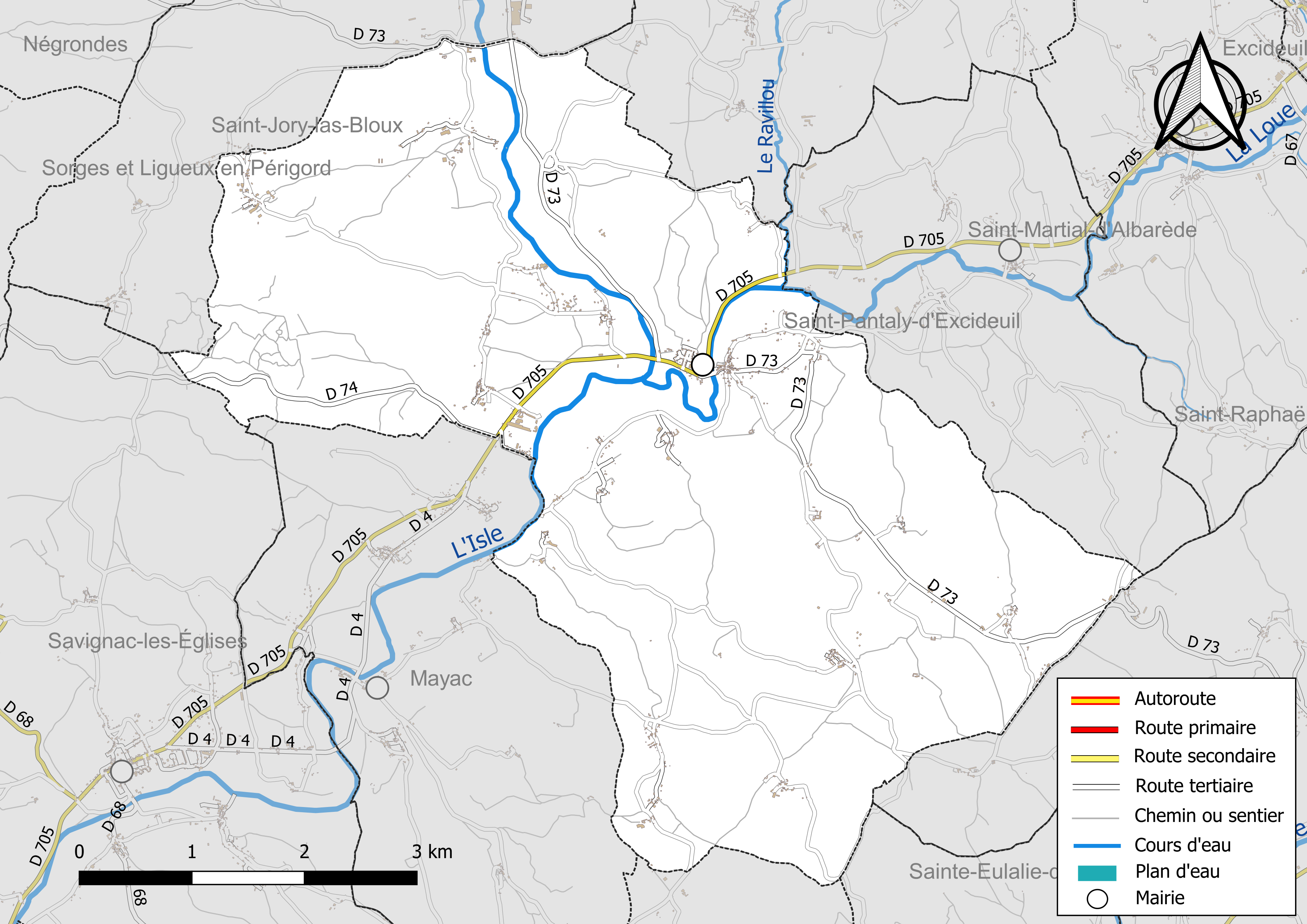
Réseaux hydrographique et routier de Coulaures.

#### Gestion et qualité des eaux
Le territoire communal est couvert par le schéma d'aménagement et de gestion des eaux (SAGE) « Isle - Dronne ». Ce document de planification, dont le territoire regroupe les bassins versants de l'Isle et de la Dronne, d'une superficie de 7 500 km2, a été approuvé le 2 août 2021. La structure porteuse de l'élaboration et de la mise en œuvre est l'établissement public territorial de bassin de la Dordogne (EPIDOR). Il définit sur son territoire les objectifs généraux d’utilisation, de mise en valeur et de protection quantitative et qualitative des ressources en eau superficielle et souterraine, en respect des objectifs de qualité définis dans le troisième SDAGE  du Bassin Adour-Garonne qui couvre la période 2022-2027, approuvé le 10 mars 2022.
La qualité des eaux de baignade et des cours d’eau peut être consultée sur un site dédié géré par les agences de l’eau et l’Agence française pour la biodiversité.

### Climat
Pour des articles plus généraux, voir Climat de la Nouvelle-Aquitaine et Climat de la Dordogne.
Historiquement, la commune est exposée à un climat océanique aquitain. 
En 2020, Météo-France publie une typologie des climats de la France métropolitaine dans laquelle la commune est exposée à un climat océanique altéré et est dans la région climatique  Ouest et nord-ouest du Massif Central, caractérisée par une pluviométrie annuelle de 900 à 1 500 mm, maximale en automne et en hiver.
Pour la période 1971-2000, la température annuelle moyenne est de 12,2 °C, avec  une amplitude thermique annuelle de 15,4 °C. Le cumul annuel moyen de précipitations est de 943 mm, avec 12,9 jours de précipitations en janvier et 7,3 jours en juillet. Pour la période 1991-2020, la température moyenne annuelle observée sur la station météorologique la plus proche, située sur la commune de Bassillac et Auberoche à 18 km à vol d'oiseau, est de 13,1 °C et le cumul annuel moyen de précipitations est de 480,0 mm. Pour l'avenir, les paramètres climatiques de la commune estimés pour 2050 selon différents scénarios d’émission de gaz à effet de serre sont consultables sur un site dédié publié par Météo-France en novembre 2022.

### Milieux naturels et biodiversité

#### Espaces protégés
La protection réglementaire est le mode d’intervention le plus fort pour préserver des espaces naturels remarquables et leur biodiversité associée,.
La commune fait partie du bassin de la Dordogne, un territoire d'une superficie de 24 000 km2 reconnu réserve de biosphère par l'UNESCO en juillet 2012 et se situe à la fois dans sa « zone tampon » et dans sa « zone de transition ».

#### Réseau Natura 2000
Le réseau Natura 2000 est un réseau écologique européen de sites naturels d'intérêt écologique élaboré à partir des directives habitats et oiseaux, constitué de zones spéciales de conservation (ZSC) et de zones de protection spéciale (ZPS).
Aucun site Natura 2000 n'a été défini sur la commune.

#### Zones naturelles d'intérêt écologique, faunistique et floristique
L'inventaire des zones naturelles d'intérêt écologique, faunistique et floristique (ZNIEFF) a pour objectif de réaliser une couverture des zones les plus intéressantes sur le plan écologique, essentiellement dans la perspective d’améliorer la connaissance du patrimoine naturel national et de fournir aux différents décideurs un outil d’aide à la prise en compte de l’environnement dans l’aménagement du territoire.
En 2022, deux ZNIEFF sont recensées sur la commune d’après l'INPN.
Ces ZNIEFF de type 2 sont des zones calcaires boisées :
- le « causse de Cubjac » concerne les coteaux en rive droite de l'Auvézère et ceux en rive gauche de l'Isle et de son affluent, la Loue, sur treize communes, depuis Escoire au sud-ouest jusqu'à Saint-Raphaël au nord-est, et notamment en rive gauche de la Loue et de l'Isle, les coteaux au sud de la commune s'étendant sur près de 16 km2[38]. L'intérêt majeur de cette ZNIEFF réside dans la présence d'une espèce déterminante de plantes, la Spirée à feuilles de millepertuis (Spiraea hypericifolia subsp. obovata[39]), et une autre espèce de plantes protégée au titre de la Directive habitats de l'Union européenne, le Poirier à feuilles en cœur (Pyrus cordata)[40] ;
- le « causse de Savignac » concerne les coteaux en rive droite de l'Isle, sur huit communes, depuis Sarliac-sur-l'Isle au sud-ouest jusqu'à Négrondes au nord, et notamment les coteaux au nord-ouest de la commune s'étendant sur environ 7 km2[41]. L'intérêt majeur de cette ZNIEFF réside dans la présence de la même espèce déterminante de plantes : la Spirée à feuilles de millepertuis[42].

## Urbanisme

### Typologie
Au 1er janvier 2024, Coulaures est catégorisée commune rurale à habitat très dispersé, selon la nouvelle grille communale de densité à 7 niveaux définie par l'Insee en 2022.
Elle est située hors unité urbaine et hors attraction des villes,.

### Occupation des sols
La commune dispose d'un Carte communale dont la dernière procédure a été approuvée le 15 novembre 2010.
L'occupation des sols de la commune, telle qu'elle ressort de la base de données européenne d’occupation biophysique des sols Corine Land Cover (CLC), est marquée par l'importance des forêts et milieux semi-naturels (54,1 % en 2018), une proportion sensiblement équivalente à celle de 1990 (54,2 %). La répartition détaillée en 2018 est la suivante :
forêts (51 %), zones agricoles hétérogènes (32,4 %), prairies (11,5 %), milieux à végétation arbustive et/ou herbacée (3,1 %), terres arables (2 %). L'évolution de l’occupation des sols de la commune et de ses infrastructures peut être observée sur les différentes représentations cartographiques du territoire : la carte de Cassini (XVIIIe siècle), la carte d'état-major (1820-1866) et les cartes ou photos aériennes de l'IGN pour la période actuelle (1950 à aujourd'hui).

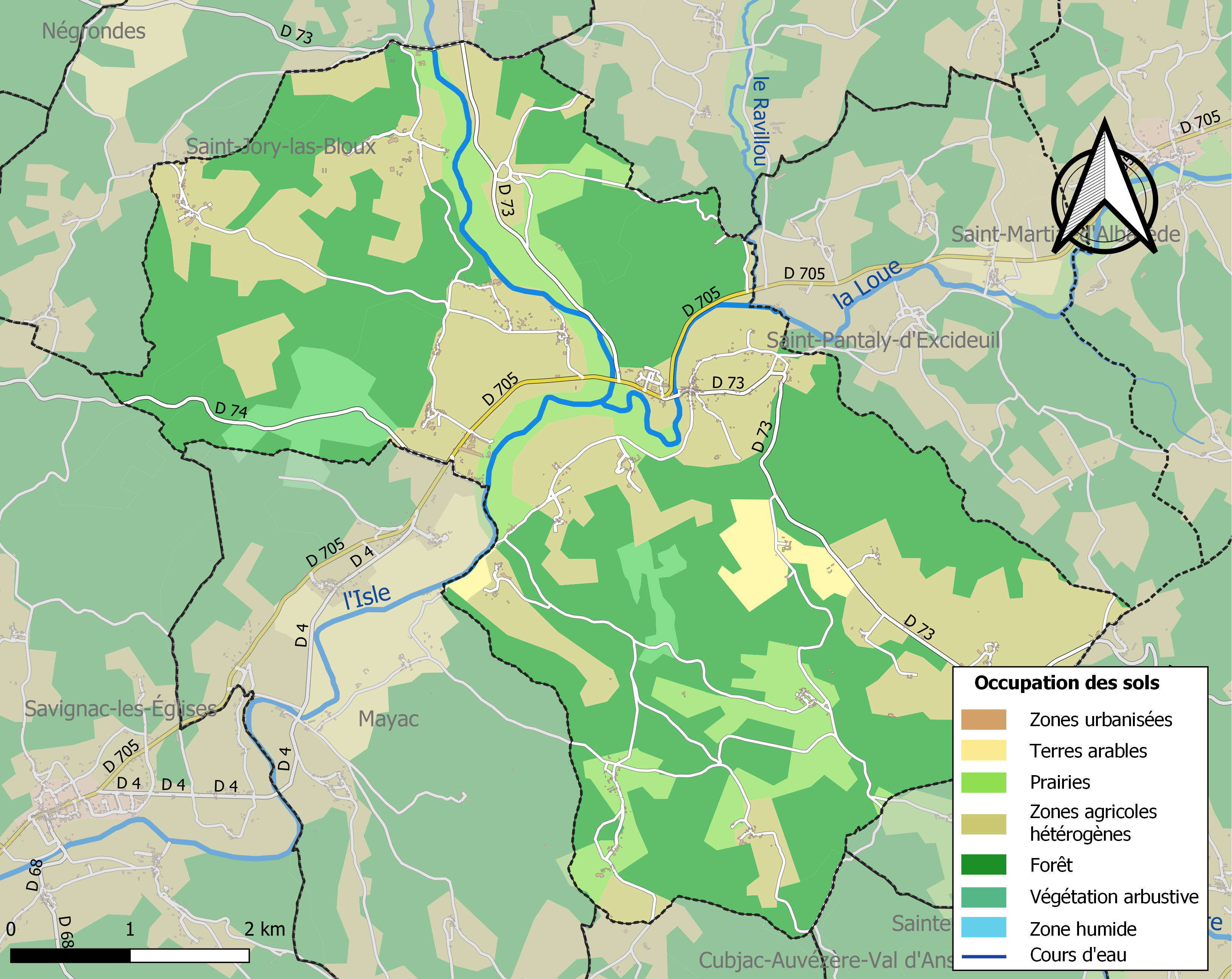
Carte des infrastructures et de l'occupation des sols de la commune en 2018 (CLC).

### Villages, hameaux et lieux-dits
Outre le bourg de Coulaures proprement dit, le territoire communal se compose de villages ou de hameaux, ainsi que de lieux-dits :
- Antissac
- Bas Paleyrac
- la Berlandie
- Bois Levé
- les Brandes
- les Cagorres
- Chardeuil
- la Combe
- le Coq Rôti
- la Cousse
- le Couvent
- la Croix Dorée
- la Dénarie
- la Faurie
- Fosselandrie
- les Fournichoux
- les Gadauds
- la Giboulie
- Glane
- Grandchamp
- la Grèze
- le Gué Fourchat
- Haut Paleyrac
- Lâge
- Lalet
- Lassaugour
- le Meynichou
- Panassac
- la Pinsonnie

- les Places
- les Plantes
- le Pont de Vetz
- la Reille
- les Roberts
- les Rouchades
- Serveillac
- la Simeyronie
- Sous le Raisse
- le Terrier
- la Tour
- la Tourouge
- Vauriac
- Verdeney
- Verneuil
- Vetz.

### Voies de communications et transports

#### Voies routières
Longeant l'Isle puis la Loue, la route départementale (RD) 705 traverse le territoire communal d'ouest en est sur plus de trois kilomètres, pasant par le bourg. La commune est également desservie par la RD 73, en directions de Négrondes et de Tourtoirac et par la RD 74 menant à Sorges.
Dessertes par autoroute : A89 : (aussi appelée La Transeuropéenne) est une autoroute qui relie Bordeaux (à hauteur de Libourne) à Lyon (Limonest) via Clermont-Ferrand. Échangeurs à Thenon (no 17) et Périgueux est - Aire du Manoire (no 16).

#### Transports en commun
- TER Nouvelle-Aquitaine
- Les lignes régulières de cars en Dordogne

#### Lignes ferroviaires
La ligne ferroviaire la plus proche est celle de Limoges-Bénédictins à Périgueux, avec les gares de Négrondes et de Thiviers.
De 1887 à 1948, une ligne de chemin de fer secondaire, dite aussi tramway, à voie métrique, avait une halte sur la commune, au niveau de Chardeuil.

#### Transport aérien
Les aéroports les plus proches sont ceux de Périgueux-Bassillac (très peu desservi commercialement depuis 2018) et de Brive-Souillac.

### Prévention des risques
Le territoire de la commune de Coulaures est vulnérable à différents aléas naturels : météorologiques (tempête, orage, neige, grand froid, canicule ou sécheresse), inondations, feux de forêts, mouvements de terrains et séisme (sismicité très faible). Un site publié par le BRGM permet d'évaluer simplement et rapidement les risques d'un bien localisé soit par son adresse soit par le numéro de sa parcelle.
Certaines parties du territoire communal sont susceptibles d’être affectées par le risque d’inondation par débordement de cours d'eau, notamment l'Isle, la Loue et le Ravillou. La commune a été reconnue en état de catastrophe naturelle au titre des dommages causés par les inondations et coulées de boue survenues en 1982, 1993, 1997, 1999, 2007 et 2008,. Un plan de prévention du risque inondation (PPRI) « Isle Amont et Auvézère » a été approuvé en 2016
 ; pour Coulaures, il concerne l'Isle et la Loue en totalité, ainsi que les 300 derniers mètres du Ravillou, impactant leurs rives, jusqu'à 500 mètres de largeur par endroits.
Coulaures est exposée au risque de feu de forêt. L’arrêté préfectoral du 14 mars 2013 fixe les conditions de pratique des incinérations et de brûlage dans un objectif de réduire le risque de départs d’incendie. À ce titre, des périodes sont déterminées : interdiction totale du 15 février au 15 mai et du 15 juin au 15 octobre, utilisation réglementée du 16 mai au 14 juin et du 16 octobre au 14 février. En septembre 2020, un plan inter-départemental de protection des forêts contre les incendies (PidPFCI) a été adopté pour la période 2019-2029,.

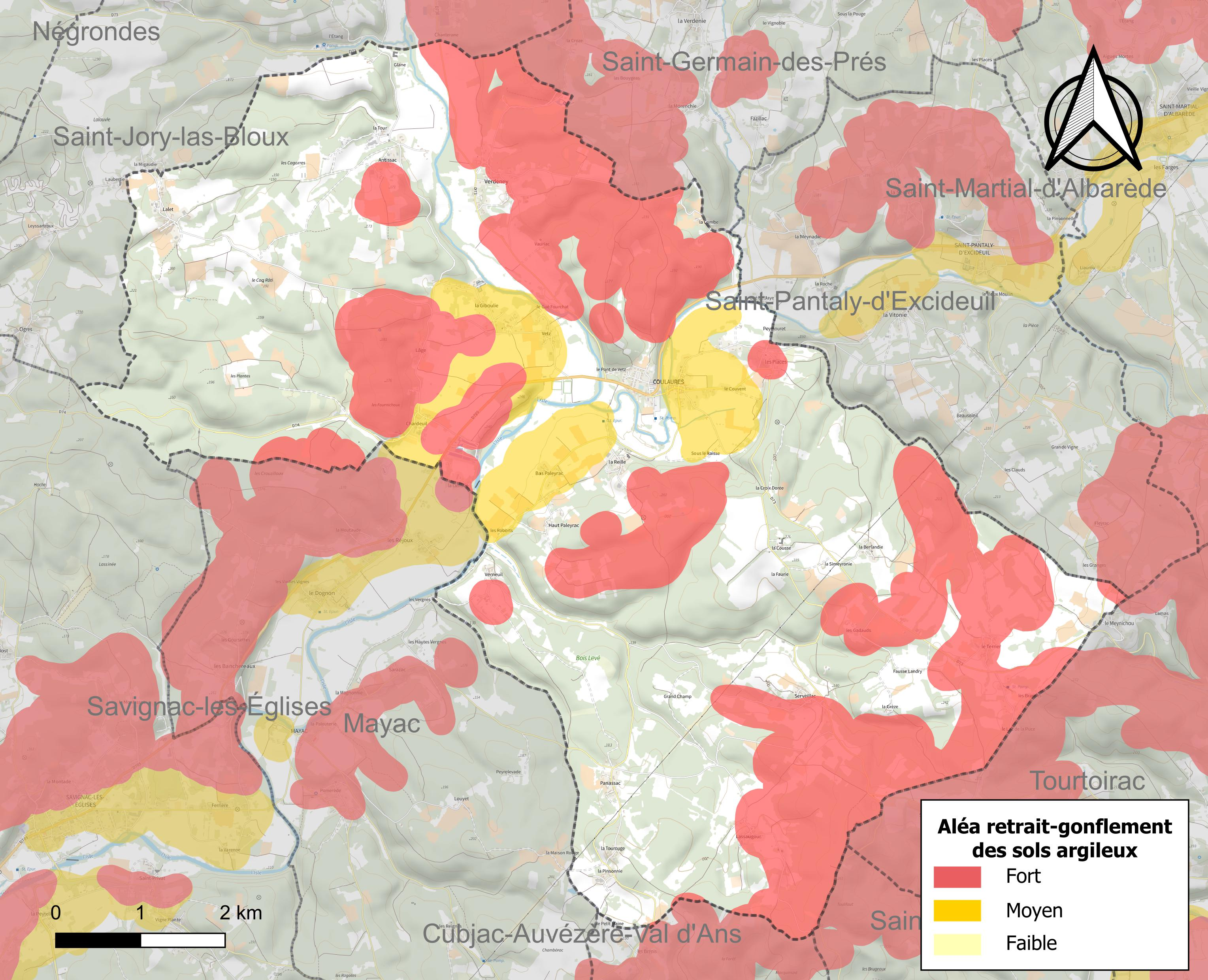
Carte des zones d'aléa retrait-gonflement des sols argileux de Coulaures.

Les mouvements de terrains susceptibles de se produire sur la commune sont des tassements différentiels. Le retrait-gonflement des sols argileux est susceptible d'engendrer des dommages importants aux bâtiments en cas d’alternance de périodes de sécheresse et de pluie. 41,6 % de la superficie communale est en aléa moyen ou fort (58,6 % au niveau départemental et 48,5 % au niveau national métropolitain). Depuis le 1er octobre 2020, en application de la loi ÉLAN, différentes contraintes s'imposent aux vendeurs, maîtres d'ouvrages ou constructeurs de biens situés dans une zone classée en aléa moyen ou fort,.
La commune a été reconnue en état de catastrophe naturelle au titre des dommages causés par la sécheresse en 1989 et 1992 et par des mouvements de terrain en 1999.

## Toponymie
En occitan, la commune porte le nom de Colòures, dérivant du latin colubra (« couleuvre »).

## Histoire
La découverte d’outils préhistoriques dans la grotte de Contie atteste, par leur datation, que le site  était déjà occupé par l’homme à l’époque du Mésolithique, c'est-à-dire environ 10 000 ans avant notre ère. Les outils, pointes et micro-burins, découverts dans cette grotte en 1943 et 1947  sont de type « Sauveterrien » (forme triangulaire) et « Tardenoisien » (forme trapézoïdale)
Possession de l'abbaye de Tourtoirac, la paroisse de Coulaures dépendait de la châtellenie d'Excideuil et de la Vicomté de Limoges jusqu'au début du XVIe siècle.
Sur la carte de Cassini représentant la France entre 1756 et 1789, on trouve la graphie Coulaure.
En 1943, l'infirmerie-hôpital du groupement 28 des Chantiers de la jeunesse s'est installée au château de Chardeuil.
La commune a été décorée de la croix de guerre 1939-1945 le 11 novembre 1948, distinction également attribuée à dix-huit autres communes de la Dordogne.
Hommage aux Justes. La commune d’Excideuil a adhéré au réseau des villes ayant  abrité des Justes parmi les nations (Albert Faurel, Directeur de l’école primaire supérieure et du collège de 1937 à 1956) et les communes de Coulaures,  Clermont-d’Excideuil et Saint-Raphaël (Pierre Antoine Laboureur, et Marie Madeleine Laboureur Granger) étant dans le même cas, une action a été projetée de créer un  mini-réseau en Périgord vert au sein du réseau national.

## Politique et administration

### Rattachements administratifs et électoraux
La commune de Coulaures a, dès 1790, été rattachée au canton de Savignac qui dépendait du district d'Excideuil jusqu'en 1795, date de suppression des districts. En 1801, le canton de Savignac, renommé en canton de Savignac-les-Églises, est rattaché à l'arrondissement de Périgueux.
Dans le cadre de la réforme de 2014 définie par le décret du 21 février 2014, le canton de Savignac-les-Églises disparaît aux élections départementales de mars 2015. La commune est alors rattachée électoralement au canton d'Isle-Loue-Auvézère.
En 2017, Coulaures est rattachée à l'arrondissement de Nontron,.

### Intercommunalité
Fin 2003, Coulaures intègre dès sa création la communauté de communes Causses et Rivières en Périgord. Celle-ci est dissoute le 1er janvier 2017 et ses communes — hormis Savignac-les-Églises qui rejoint Le Grand Périgueux — sont rattachées à la communauté de communes du Pays de Lanouaille qui la même année prend le nom de communauté de communes Isle-Loue-Auvézère en Périgord.

### Administration municipale
La population de la commune étant comprise entre 500 et 1 499 habitants au recensement de 2017, quinze conseillers municipaux ont été élus en 2020,.

### Liste des maires
| Période                                  | Période       | Identité              | Étiquette | Qualité                                              |
| ---------------------------------------- | ------------- | --------------------- | --------- | ---------------------------------------------------- |
| Les données manquantes sont à compléter. |               |                       |           |                                                      |
| mai 1912                                 | janvier 1918  | Achille Lasgrézas     |           |                                                      |
| janvier 1918                             | décembre 1919 | Léonard Dévaux        |           | Adjoint faisant fonctions de maire                   |
| décembre 1919                            | mai 1935      | Léonard Dévaux        |           |                                                      |
| mai 1935                                 | décembre 1940 | Sylvain Bordas,       |           |                                                      |
| décembre 1940                            | juillet 1965  | Albert Feneyrol       |           |                                                      |
| septembre 1965                           | janvier 1969  | Paul Bordas           |           |                                                      |
| janvier 1969                             | avril 1969    | Jean Ferdinand Bordas |           | Adjoint faisant fonctions de maire                   |
| avril 1969                               | mars 1977     | Henri Labarre         |           |                                                      |
| mars 1977                                | mars 1980     | Albert Chaminade      |           |                                                      |
| mai 1980                                 | mars 1989     | Paul Magnat           |           |                                                      |
| mars 1989                                | mars 2008     | Alain Guichard        | PCF       |                                                      |
| mars 2008 (réélue en mai 2020)           | En cours      | Corinne Ducrocq       | SE-PS     | Technicienne, conseillère départementale depuis 2021 |

### Budget et fiscalité 2022

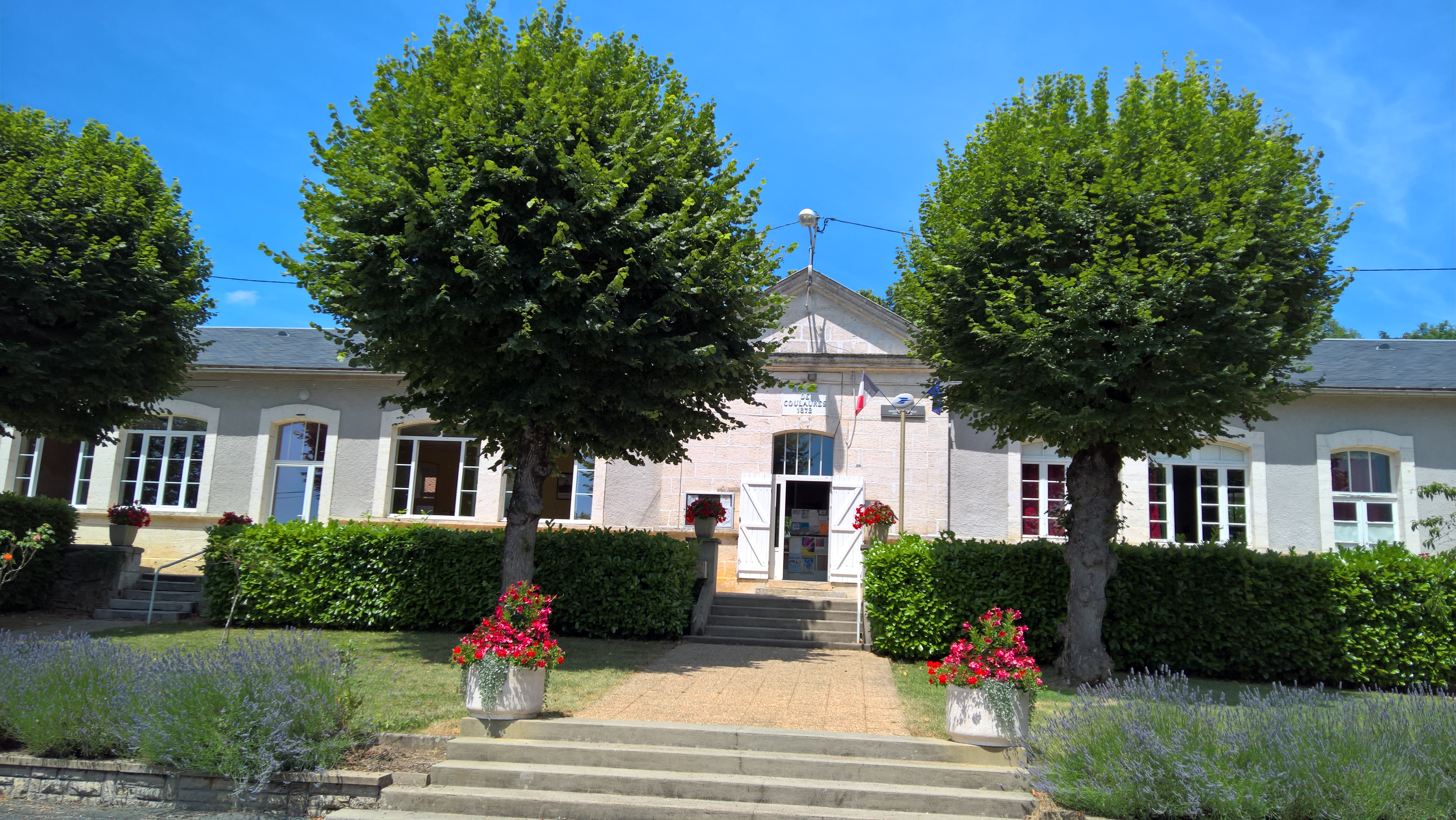
Mairie.

En 2022, le budget de la commune était constitué ainsi :
- total des produits de fonctionnement : 680 000 €, soit 847 € par habitant ;
- total des charges de fonctionnement : 521 000 €, soit 649 € par habitant ;
- total des ressources d'investissement : 186 000 €, soit 231 € par habitant ;
- total des emplois d'investissement : 269 000 €, soit 335 € par habitant ;
- endettement : 23 000 €, soit 29 € par habitant.

Avec les taux de fiscalité suivants :
- taxe d'habitation : 9,29 % ;
- taxe foncière sur les propriétés bâties : 42,65 % ;
- taxe foncière sur les propriétés non bâties : 87,29 % ;
- taxe additionnelle à la taxe foncière sur les propriétés non bâties : 0,00 % ;
- cotisation foncière des entreprises : 0,00 %.

Chiffres clés Revenus et pauvreté des ménages en 2020 : médiane en 2020 du revenu disponible, par unité de consommation : 20 420 €.

### Jumelages

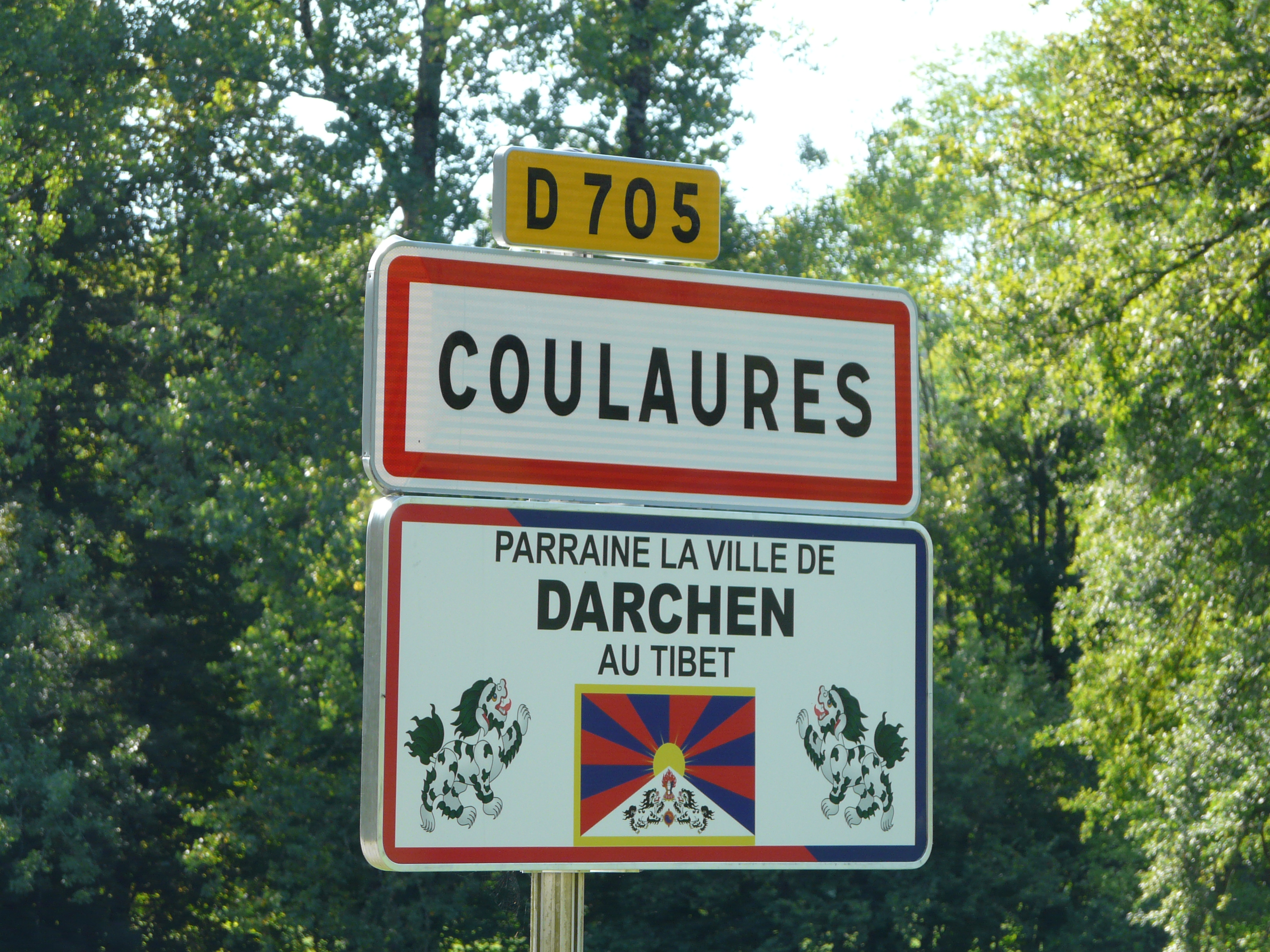
Panneau d'entrée au bourg de Coulaures.

Coulaures fut un temps jumelée avec Taradeau dans le Var puis Delme en Moselle.
Depuis 2015, sur l'initiative de madame la maire, Coulaures parraine également le village tibétain de Darchen.

## Équipements et services publics

### Enseignement
En 2023, la commune dispose d'une école primaire publique.
Le lycée public professionnel des métiers du bâtiment et de la Sécurité est également présent sur le territoire communal.
Selon le classement établi par l'Éducation nationale en 2022, le lycée public Chardeuil-Métiers-du-Bâtiment et de la Sécurité présente un taux de réussite de 72 % au bac général et technologique.
Les collèges les plus proches sont situés à Excideuil (collège Giraut-de-Borneil), Thiviers (collège Léonce-Bourliaguet) et Lanouaille (collège Plaisance).
Outre le lycée professionnel des métiers du bâtiment et de la sécurité présent à Coulaures, les lycées les plus proches sont ceux d'Excideuil (lycée Giraut-de-Borneil) et de Thiviers (lycée professionnel Porte-d'Aquitaine).

### Justice
Dans le domaine judiciaire, Coulaures relève :
- du tribunal judiciaire, du tribunal pour enfants, du conseil de prud'hommes et du tribunal de commerce de Périgueux ;
- du pôle Nationalité du tribunal judiciaire de Périgueux (compétent uniquement dans le domaine de la nationalité) ;
- de la cour d'appel, du tribunal administratif et de la  cour administrative d'appel de Bordeaux.

## Population et société

### Démographie
Les habitants de Coulaures se nomment les Coulaurois.

#### Évolution démographique
L'évolution du nombre d'habitants est connue à travers les recensements de la population effectués dans la commune depuis 1793. Pour les communes de moins de 10 000 habitants, une enquête de recensement portant sur toute la population est réalisée tous les cinq ans, les populations de référence des années intermédiaires étant quant à elles estimées par interpolation ou extrapolation. Pour la commune, le premier recensement exhaustif entrant dans le cadre du nouveau dispositif a été réalisé en 2008.

En 2022, la commune comptait 758 habitants, en évolution de +1,88 % par rapport à 2016 (Dordogne : +0,37 %, France hors Mayotte : +2,11 %).
| 1793  | 1800  | 1806  | 1821  | 1831  | 1836  | 1841  | 1846  | 1851  |
| ----- | ----- | ----- | ----- | ----- | ----- | ----- | ----- | ----- |
| 1 246 | 1 100 | 1 148 | 1 104 | 1 419 | 1 380 | 1 538 | 1 560 | 1 585 |

| 1856  | 1861  | 1866  | 1872  | 1876  | 1881  | 1886  | 1891  | 1896  |
| ----- | ----- | ----- | ----- | ----- | ----- | ----- | ----- | ----- |
| 1 523 | 1 504 | 1 451 | 1 365 | 1 374 | 1 389 | 1 337 | 1 326 | 1 205 |

| 1901  | 1906  | 1911  | 1921  | 1926  | 1931 | 1936 | 1946 | 1954 |
| ----- | ----- | ----- | ----- | ----- | ---- | ---- | ---- | ---- |
| 1 217 | 1 196 | 1 120 | 1 043 | 1 000 | 958  | 923  | 928  | 931  |

| 1962 | 1968 | 1975 | 1982 | 1990 | 1999 | 2006 | 2008 | 2013 |
| ---- | ---- | ---- | ---- | ---- | ---- | ---- | ---- | ---- |
| 822  | 754  | 726  | 696  | 743  | 683  | 733  | 736  | 745  |

| 2018 | 2022 | - | - | - | - | - | - | - |
| ---- | ---- | - | - | - | - | - | - | - |
| 722  | 758  | - | - | - | - | - | - | - |

### Santé
Professionnels et établissements de santé à proximité :
- médecins à Corgnac-sur-l'Isle, Cubjac, Excideuil, Sarliac-sur-l'Isle, Thiviers et Tourtoirac ;
- pharmacies à  Corgnac-sur-l'Isle, Excideuil, Savignac-les-Églises, Sorges ;
- hôpitaux à Périgueux, Saint-Jory-las-Bloux ;
- centre hospitalier de Périgueux.

### Cultes
- Culte catholique, église Saint-Martin de Coulaures, paroisse Saint-Jacques du Causse[91], diocèse de Périgueux et Sarlat.
- Culte israélite. Synagogue, rue Paul-Louis-Courier à Périgueux[92].
- Culte musulman. Mosquée de la Bienfaisance, 18 rue du Tennis à Périgueux[93].

### Manifestations culturelles et festivités
Depuis des décennies, Coulaures organise une fête patronale le 15 août de chaque année. Depuis 2009, cette dernière met en avant la culture locale mais également les différentes cultures du monde entier. En effet, la « fête de l'oie » voit son animal emblématique voyager de pays en pays au fil des ans : des États-Unis au Brésil en passant par la Polynésie française. En 2015, c'est un voyage de l'Inde à l'Orient à travers la danse qui est proposé. Lors de cette journée sont également organisés un marché gourmand, un vide-greniers et un défilé de chars aquatiques sur la Loue, la fête se terminant par un feu d'artifice.
En octobre se tient le Salon du livre régional (14e édition en 2021 avec une quarantaine d'auteurs, dont Michel Testut, parrain de cette édition).

## Économie

### Emploi
En 2020, parmi la population communale comprise entre 15 et 64 ans, les actifs représentent 295 personnes, soit 40,7 % de la population municipale. Le nombre de chômeurs (36) a diminué par rapport à 2014 (40) et le taux de chômage de cette population active s'établit à 12,2 %.

### Activités hors agriculture
Cinquante-neuf établissements sont implantés à Gaugeac au 31 décembre 2020. Le tableau ci-dessous en détaille le nombre par secteur d'activité et compare les ratios avec ceux du département,.
| Secteur d'activité                                                                                        | Commune | Commune | Département |
| Secteur d'activité                                                                                        | Nombre  | %       | %           |
| --- | ------- | ------- | ----------- |
| Ensemble                                                                                                  | 59      | 100 %   | (100 %)     |
| Industrie manufacturière, industries extractives et autres                                                | 9       | 15,3 %  | (10,2 %)    |
| Construction                                                                                              | 13      | 22,0 %  | (14,2 %)    |
| Commerce de gros et de détail, transports, hébergement et restauration                                    | 11      | 18,6 %  | (31,3 %)    |
| Information et communication                                                                              | 1       | 1,7 %   | (1,7 %)     |
| Activités financières et d'assurance                                                                      | 0       | 0.0 %   | (3,4 %)     |
| Activités immobilières                                                                                    | 0       | 0,0 %   | (4,1 %)     |
| Activités spécialisées, scientifiques et techniques et activités de services administratifs et de soutien | 11      | 18,6 %  | (14,5 %)    |
| Administration publique, enseignement, santé humaine et action sociale                                    | 8       | 13,6 %  | (11,5 %)    |
| Autres activités de services                                                                              | 6       | 10,2 %  | (9,1 %)     |

Sur les neuf secteurs d'activité marchande, trois d'entre eux représentent 60 % des établissements communaux : la construction (treize établissements, soit 22 %), le commerce de gros et de détail, des transports, de l'hébergement et de la restauration (onze établissements, soit 18,6 %) et les activités spécialisées, scientifiques et techniques et activités de services administratifs et de soutien (également onze établissements, soit 18,6 %).

#### Agriculture
- Culture de céréales (à l'exception du riz), de légumineuses et de graines oléagineuses.
- Culture de fruits à pépins et à noyau.
- Culture d'autres fruits d'arbres ou d'arbustes et de fruits à coque.
- Élevage de vaches laitières.
- Élevage de chevaux et d'autres équidés.
- Culture et élevage associés.
- Élevage d'autres bovins et de buffles.
- Élevage d'ovins et de caprins.

#### Tourisme
- Gîte de France à Coulaures.
- Restauration et hébergements à Excideuil, Tourtoirac .
- Hôtel et camping à Excideuil.

#### Commerces et services
En 2023 : une épicerie à Coulaures, les autres commerces et services de proximité (moins de 10 km) se situant à Corgnac-sur-l'Isle, Excideuil, Mayac, Saint-Germain-des-Prés et Saint-Martial-d'Albarède.

## Culture locale et patrimoine

### Lieux et monuments

#### Patrimoine civil ou militaire
- Château de Chardeuil, acquis en 1844 par Guillaume-Sylvain Pouquet, (1807-1879), auteur de la branche de Chardeuil. En 1889 son neveu Alfred dit Adolphe Pouqueten devient propriétaire[99]. C'est devenu un lycée professionnel des métiers du bâtiment[100].
- Château de Conty, ancienne résidence de la  famille de Lestrade[101].
- Château de la Cousse, XIVe et XVIIIe siècles[102], inscrit partiellement à l’inventaire supplémentaire des monuments historiques (la tour ; les façades et toitures du bâtiment d'habitation, y compris le perron, la grille d'entrée et la cour devant le château), par arrêté du 1er février 1962[103], propriété privée[104], dont le domaine est membre le l’association Vieilles maisons françaises (VMF).
Le pigeonnier de la Cousse[105],[106].
- Château de Glane, XVe et XVIIe siècles, inscrit à l’inventaire supplémentaire des monuments historiques par arrêté du 1er février 1988[107], propriété privée.
- Château de la Reille, XVIe siècle, inscrit à l’inventaire supplémentaire des monuments historiques par arrêté du 5 décembre 1975[108], propriété privée.
- Tour de la Giboulie, propriété privée.
- Pigeonnier de Verdeney avec deux toits superposés dont un en lauzes[109].
- Fontaine de Grignac[110].

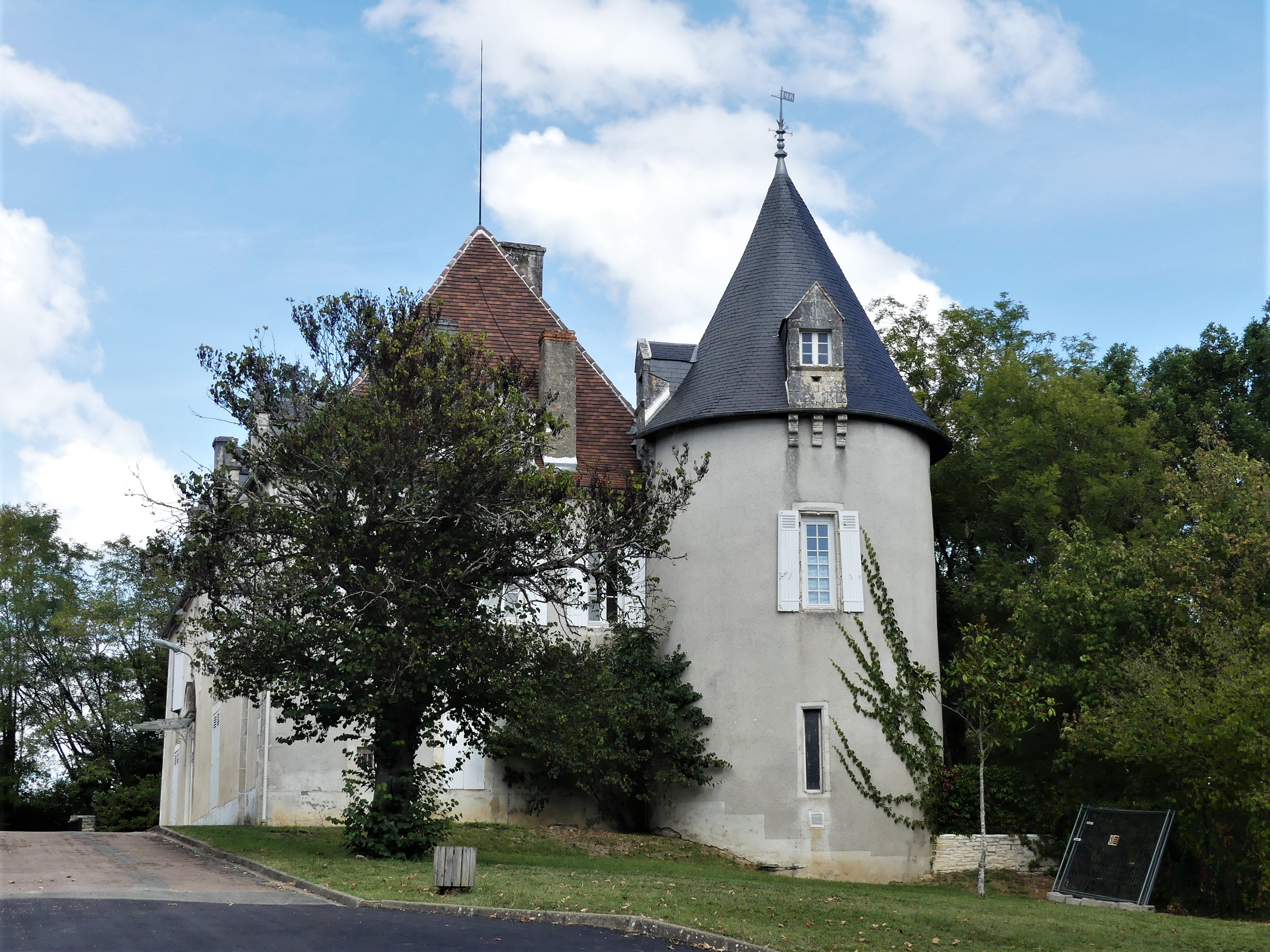
Le château de Chardeuil et sa tour sud-est.
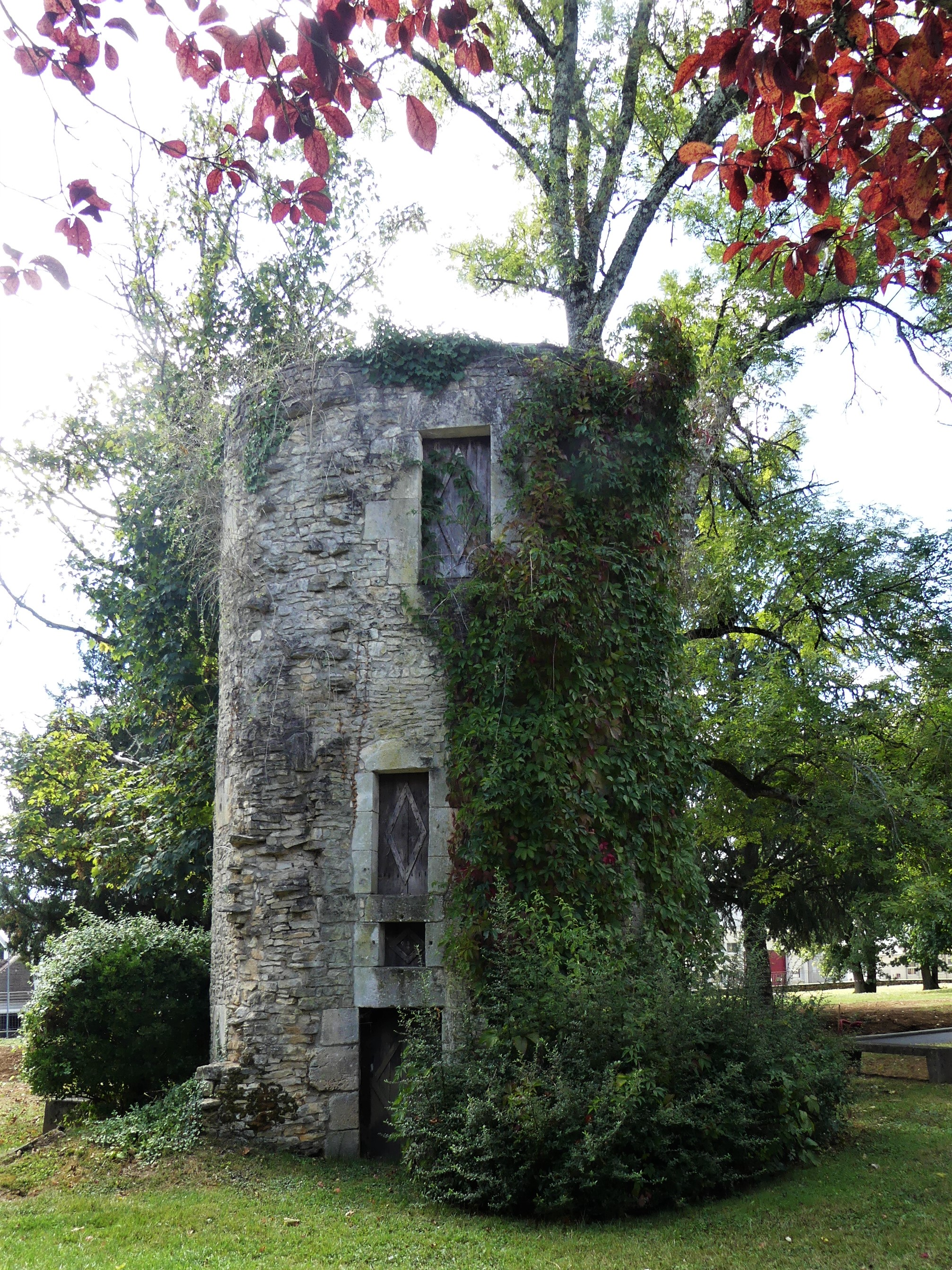
Ancienne tour sud-ouest du château de Chardeuil.
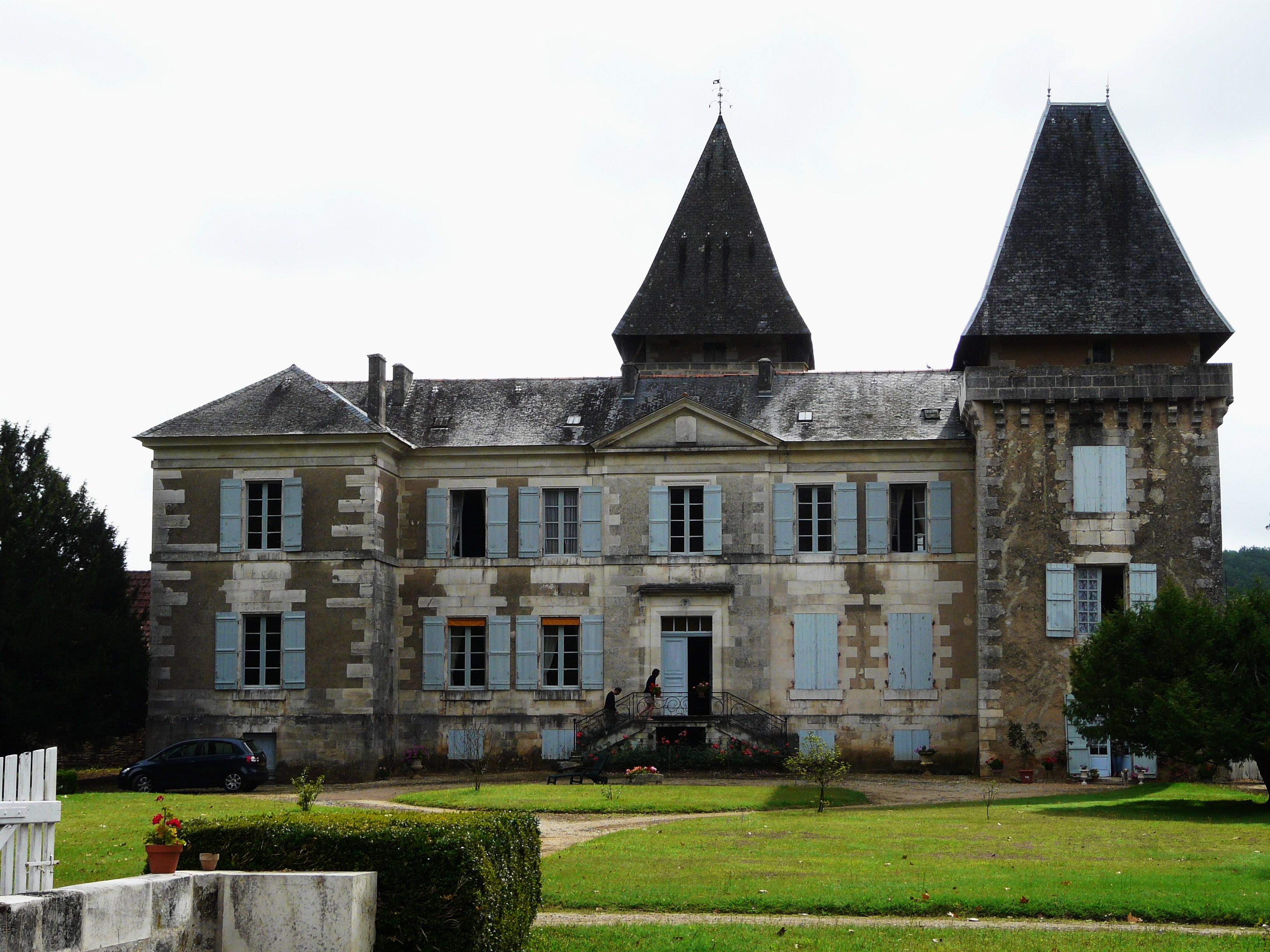
Le château de Conty.
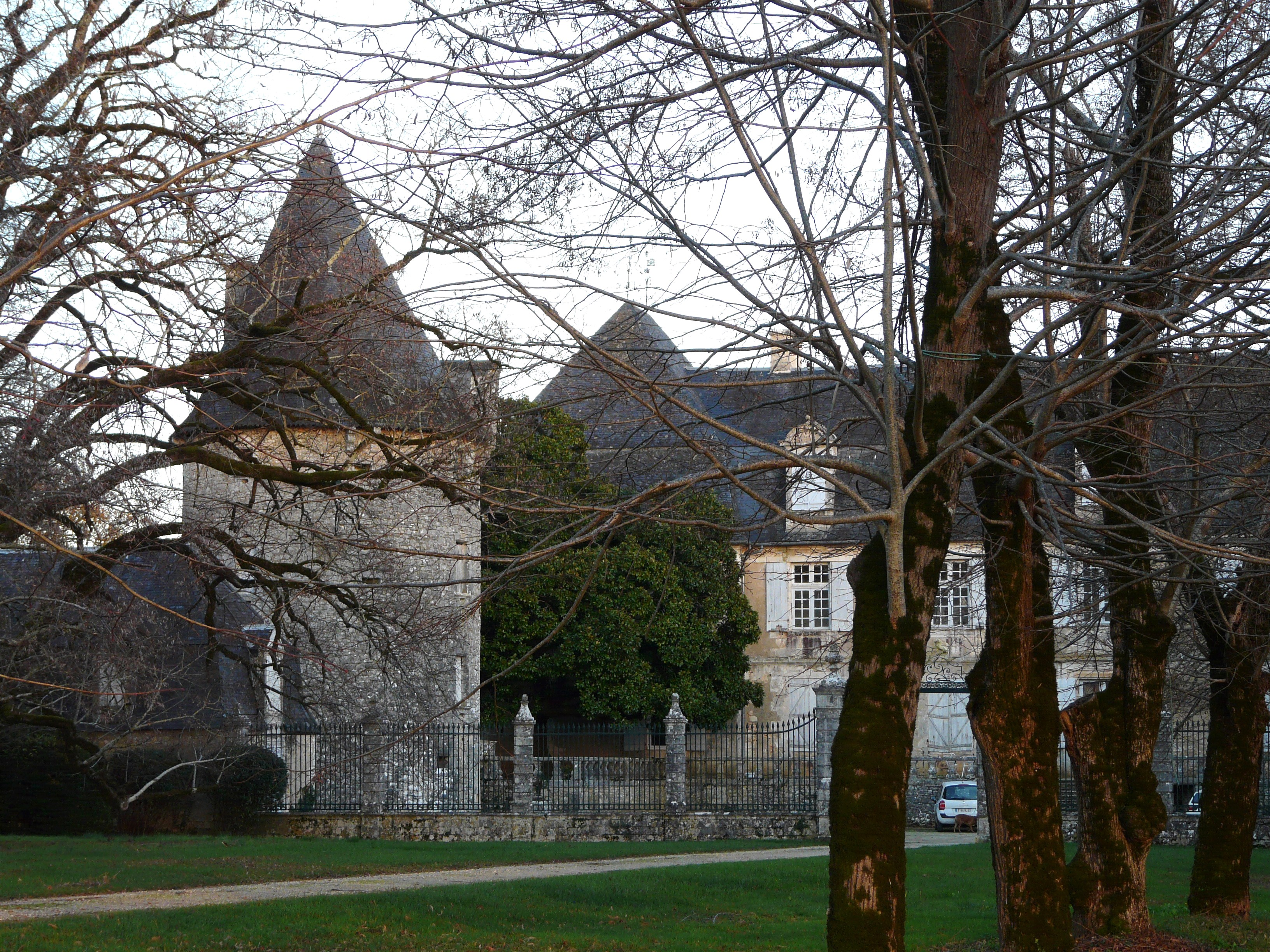
Le château de la Cousse.
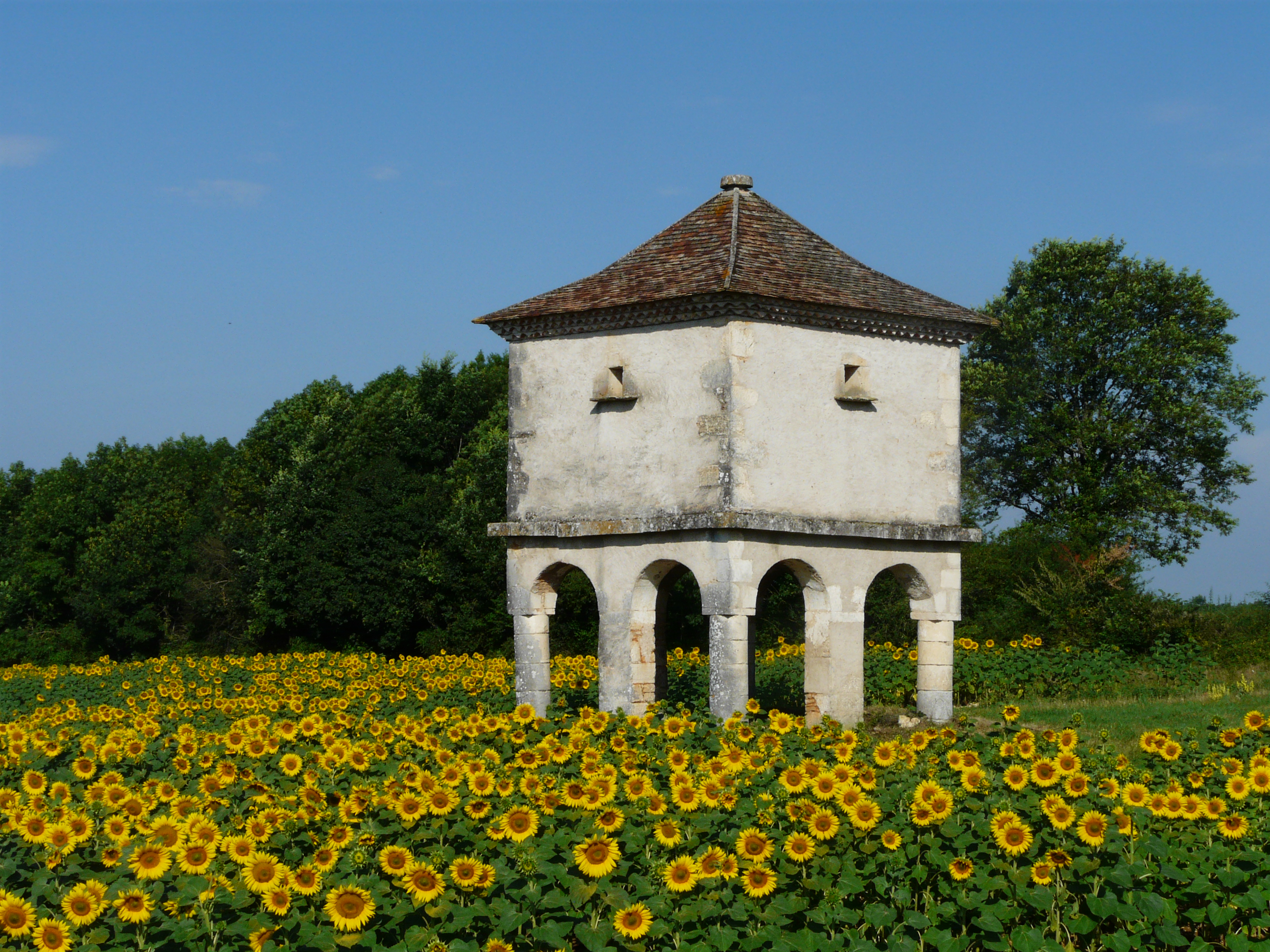
Le pigeonnier de la Cousse.
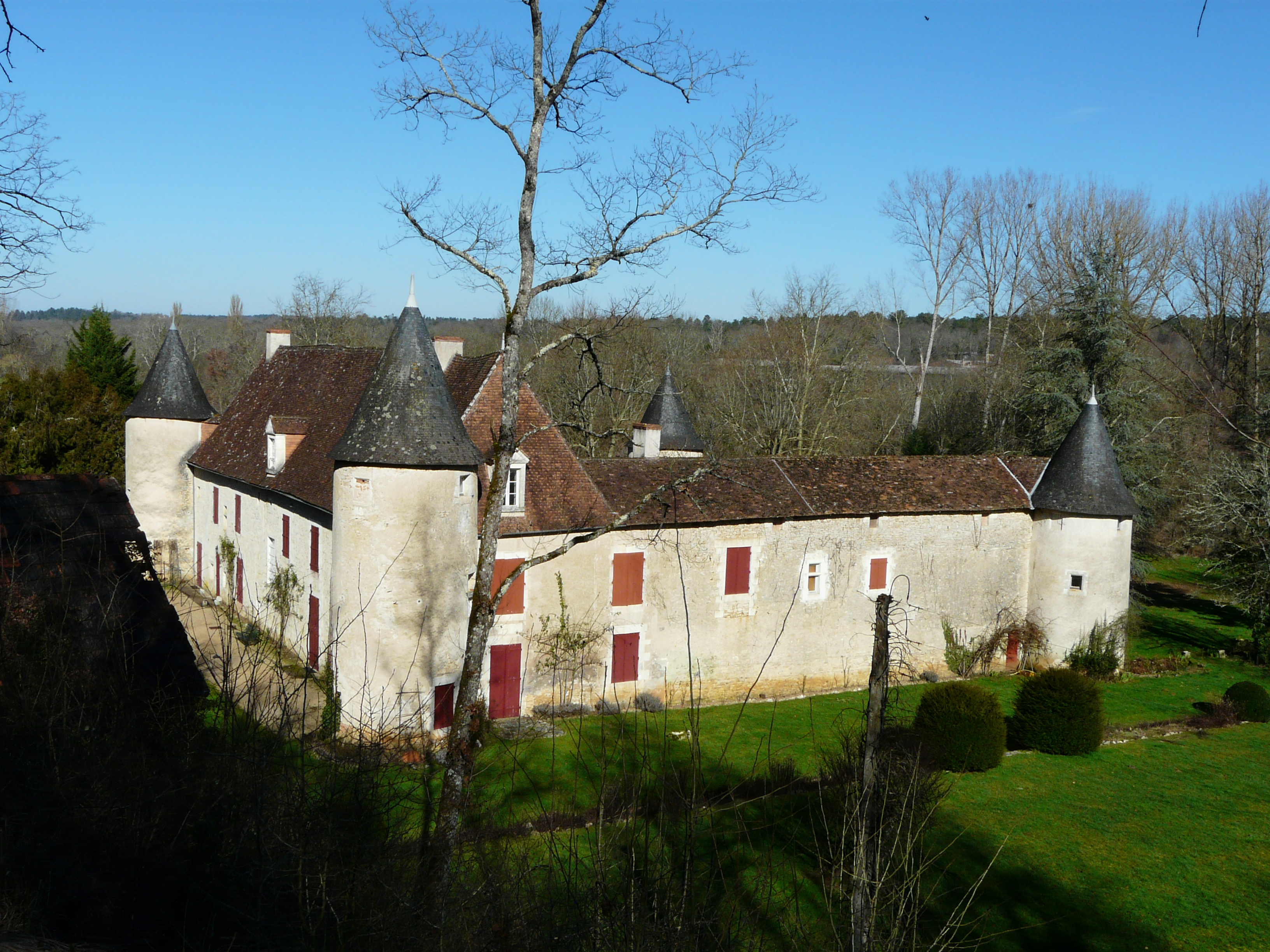
Le château de Glane.
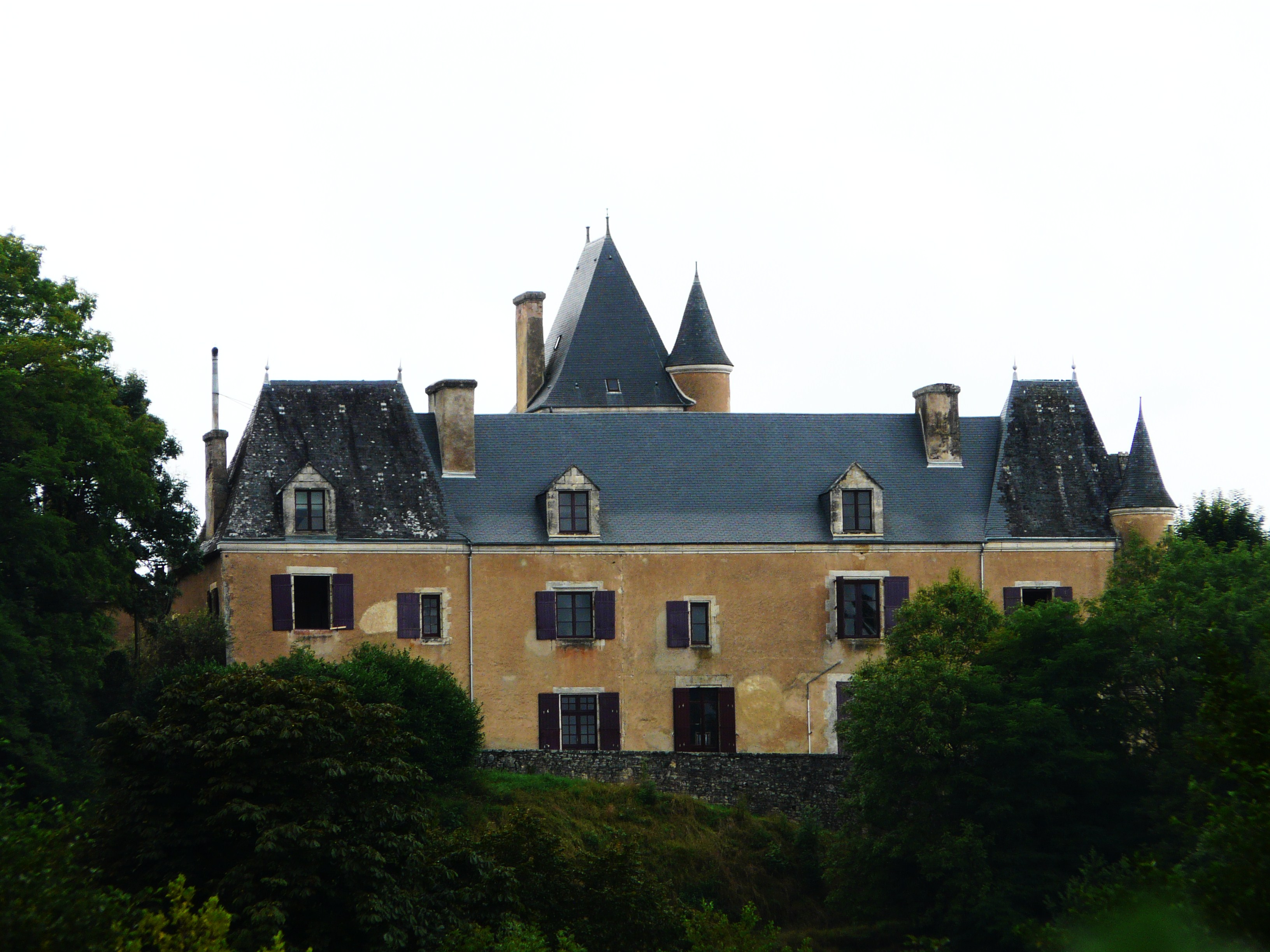
Le château de la Reille.
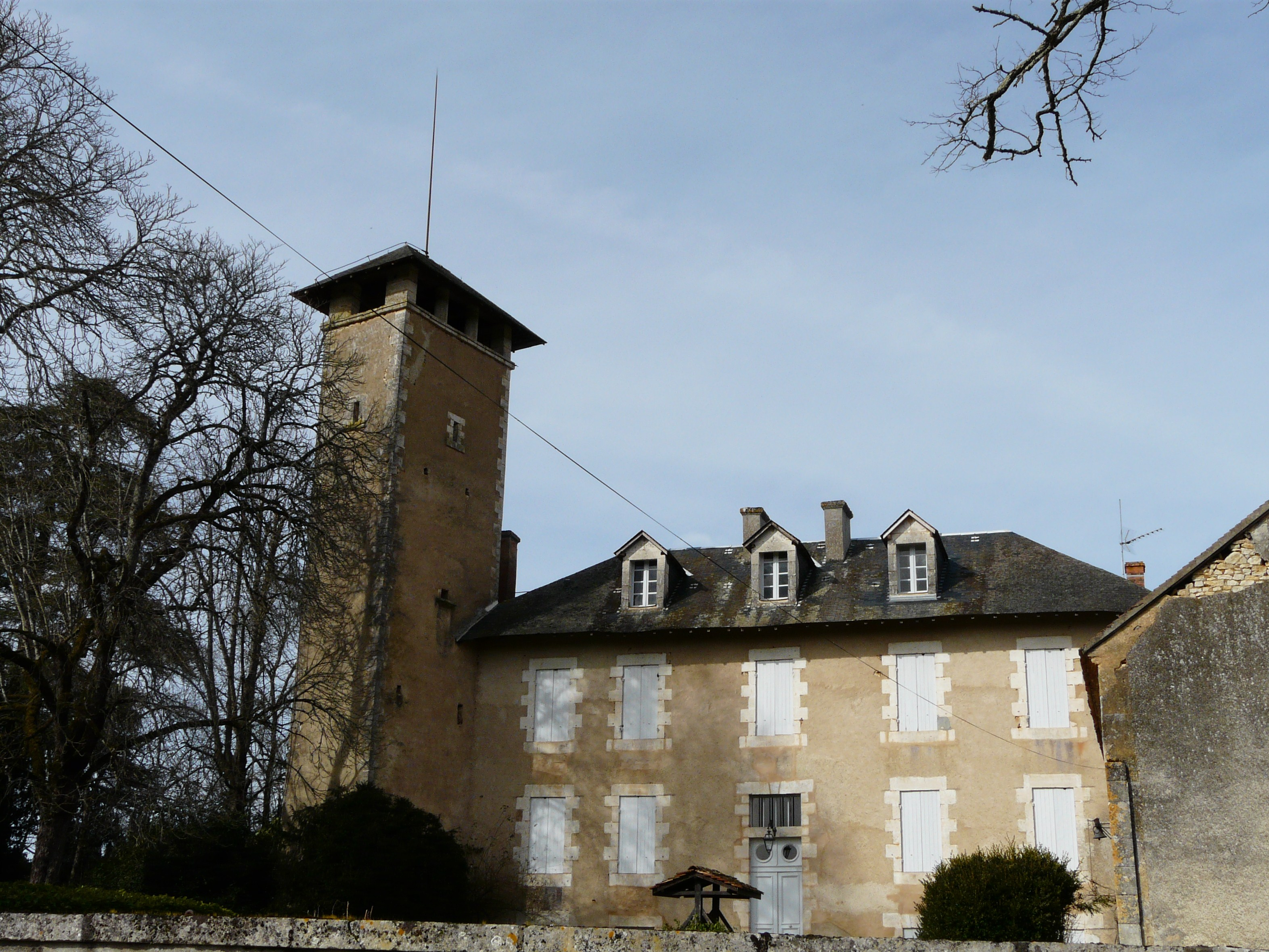
La tour de la Giboulie.
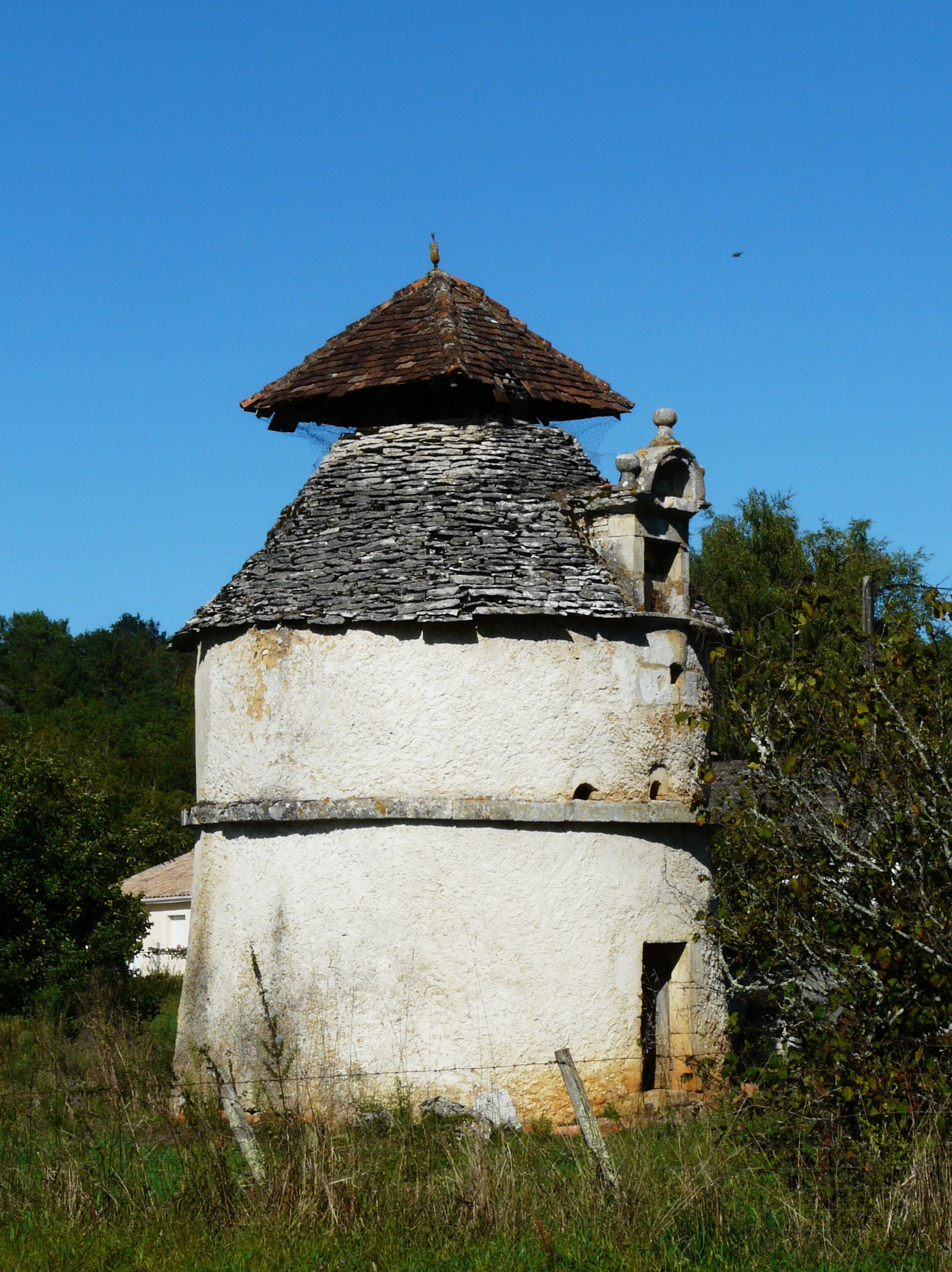
Le pigeonnier de Verdeney.

#### Patrimoine religieux
- Chapelle Notre-Dame-du-Pont, XIIIe siècle, inscrite à l’inventaire supplémentaire des monuments historiques par arrêté du 11 mai 1938[111].
- Église Saint-Martin, XIIe et XVe siècles, inscrite à l’inventaire supplémentaire des monuments historiques par arrêté du 12 octobre 1948[112].
- Ancien temple protestant édifié en 1900, aujourd’hui maison d’habitation[113].
- Monument aux morts[114] : conflits commémorés : guerres 1914-1918 - 1939-1945 - AFN-Algérie (1954-1962).

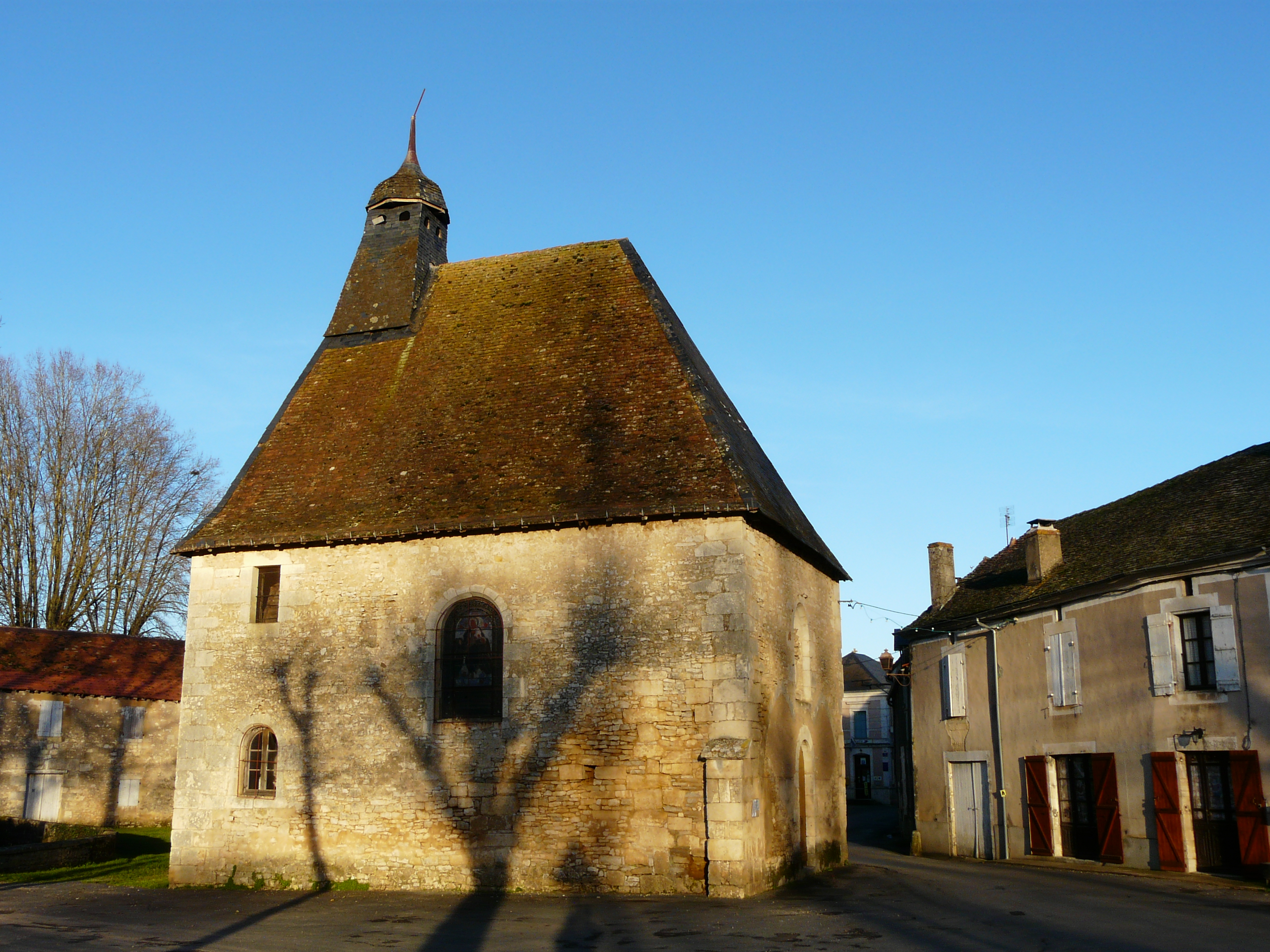
La chapelle Notre-Dame-du-Pont.
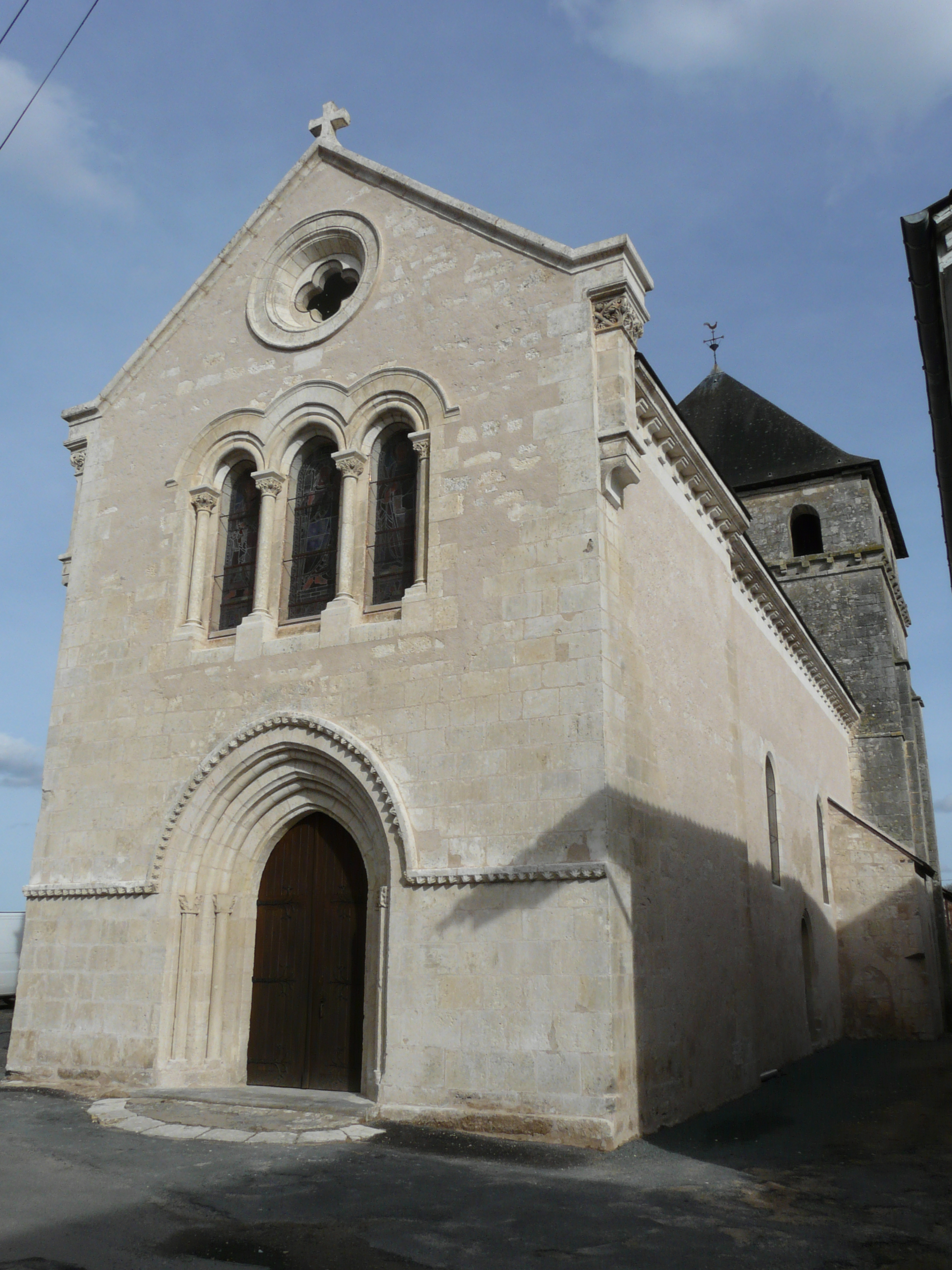
L'église Saint-Martin.
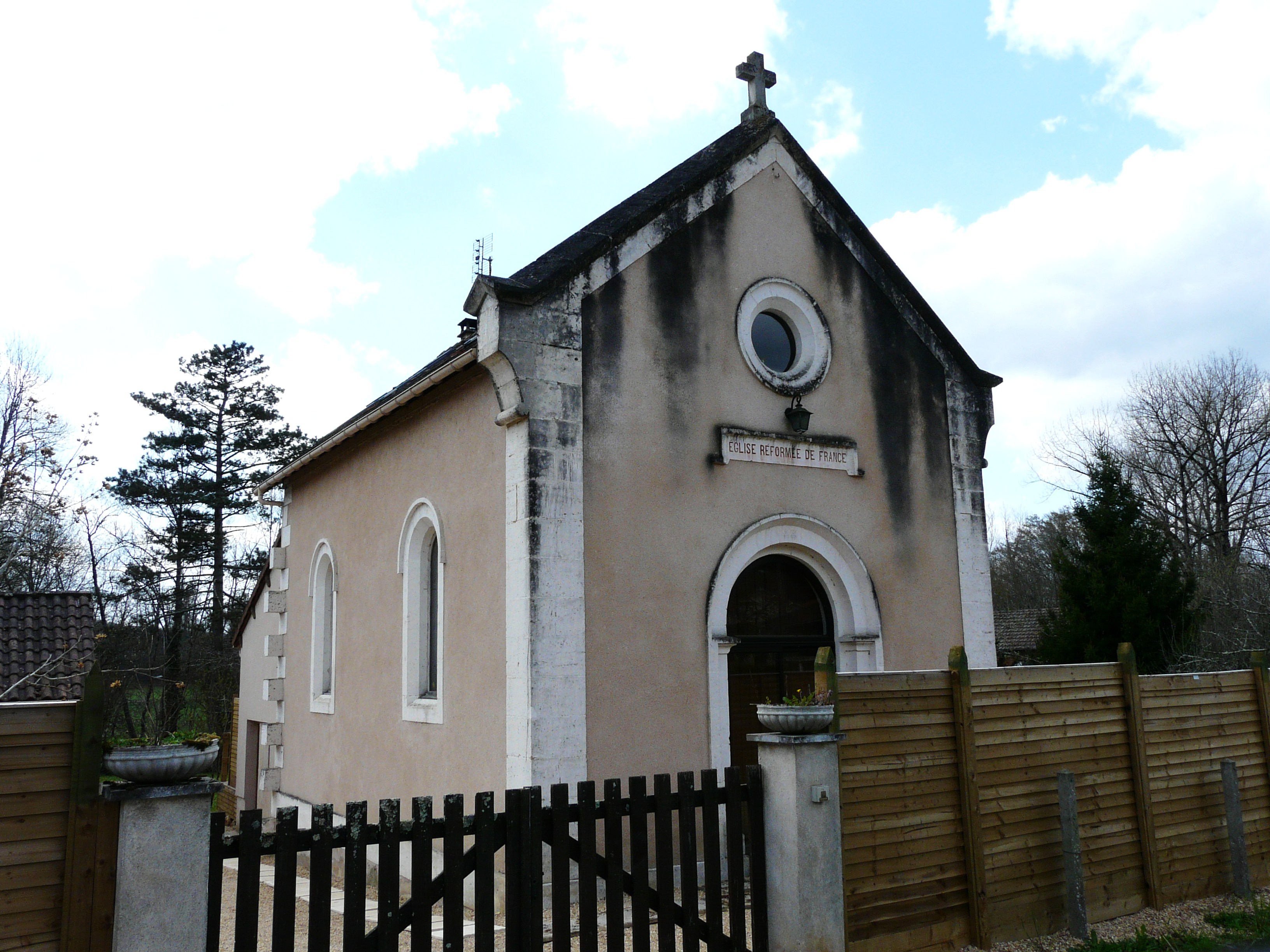
L'ancien temple protestant.

### Personnalités liées à la commune
- Pierre de Lestrade de Conti (1901-1977), caricaturiste, illustrateur et peintre. Son arrière-grand-père, le marquis Henri de Lestrade de Conty, était établi au château de Conty, héritage des marquis de Conty depuis 1610[115].

## Pour approfondir